# Мощи

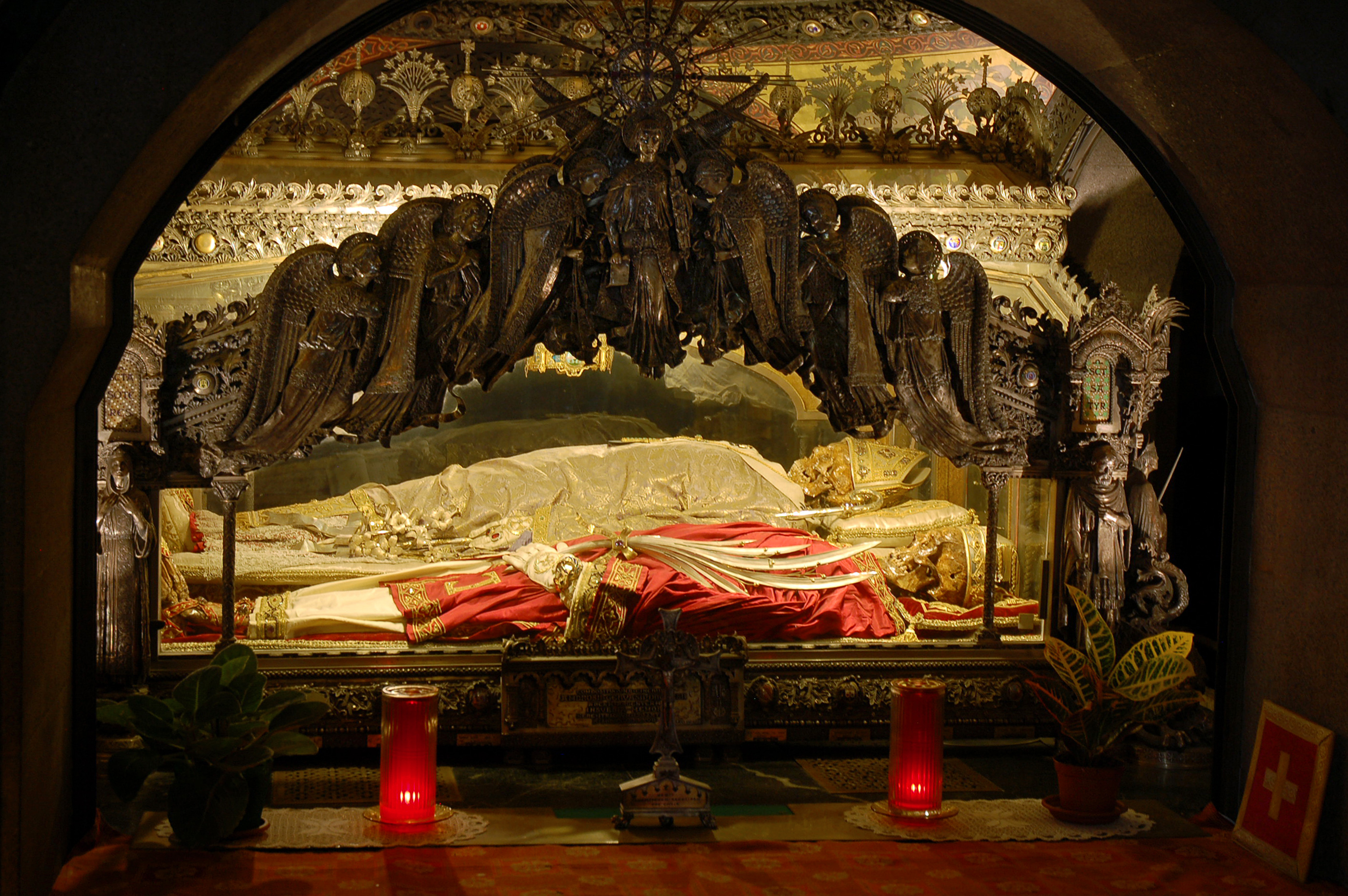
Мощи святителя Амвросия Медиоланского и мучеников Гервасия и Протасия в крипте базилики Святого Амвросия (Милан)

Мо́щи (от мн. ч. церк.-слав. мощи — «останки святого», от ед. ч. ст.‑слав. мошть, от праслав. *mogtь, однокоренное — рус. мочь; ед. ч. греч. τὰ λείψανα — «останки», лат. reliquae — «останки; переносн. священные предметы») — останки людей, причисленных после смерти к лику святых, как тела, так и их части (частицы мощей), в том числе волосы, кровь, прах. Мощи святых являются объектом почитания в Православной, Католической и других христианских церквях, имеющих апостольское преемство. Учение об их обязательном почитании было подтверждено в 787 году на Втором Никейском (Седьмом Вселенском) соборе.  Согласно этому учению, мощи являются носителями благодати, должны сохраняться и почитаться с нравственно-назидательными и литургическими целями. 
Почитание останков духовных авторитетов присутствует в практике буддизма, почитание погребений и контактных реликвий имеется в исламе, однако по масштабу и культурному значению эти религиозные практики несопоставимы c имеющимися в христианской традиции. Особенно частым чудом от мощей считается исцеление.  Случаи фальсификации мощей известны почти со времени появления культа мощей. 
В разных христианских церквях в разное время связь нетленности тел и святости рассматривалась различно. Нетленность может пониматься в качестве особого чудесного свидетельства святости, но не считается обязательным её условием. В древней церковной литературе нетленными мощами назывались не нетленные тела, а сохранившиеся и неистлевшие кости. С научной точки зрения «нетленность» останков не является сверхъестественной, при определённых условиях тела могут сохраняться длительное время без разложения. 

## Понятие

### Этимология и использование
В древнерусском языке: «мощи = мошти — reliquiae, λείψανα, тело умершего, тело прославленное нетлением и чудесами».
В церковнославянском языке слово «мощи» употребляется применительно к останкам любых усопших людей. Например, в чине погребения мирян часто встречаются такие выражения: «мощи усопшего лежат в доме», «вземше мощи усопшего, отходим к церкви», «молитва чтется близ мощей», «вложивше мощи во гроб». Само слово «мощи» в славянском языке имеет происхождение от слова «мощь», а по воззрениям древних времён сила человека была не в плоти (теле), а в костях, то есть костном скелете человека. Выражение «одни мощи остались» до сих пор используется в современном русском языке для характеристики очень худого человека, то есть как синоним словосочетания «один скелет», «одна кожа да кости».
В отношении же останков святых обычно говорилось «святые мощи» или «честны́е мощи». Так, в докладе об открытии мощей преподобного Нила Столбенского митрополиту Новгородскому Питириму в 1667 году сказано: «Гроб и тело его святое земли предадеся, а мощи святыя его целы все». Также видно, что тело святого оказалось подвержено тлению — «земли предадеся», а оставшиеся кости именуются святыми мощами, но при этом сообщается, что мощи его «целы все».
Значение греческого слова др.-греч. λείψανα (единственное число: «λείψᾰνον» — «остаток») в богослужебных книгах соответствует значению русского слова «мощи»; например, в После́довании ме́ртвенном (греч. Νεκρώσιμος Ἀκολουθία) встречается выражение «Τελευταῖος ἀσπασμὸς τοῦ λειψάνου» — «Последнее целование мощей (умершего)».
Слова «λείψανα» и «мощи» — это останки тел людей. На латинский язык эти слова переводятся словом «reliquiae». Значение слова «reliquiae» шире, оно может означать как «мощи», так и «реликвии». Такие вещи как пояс Богородицы, риза Господня, риза Богородицы, вериги святого Петра в латинском языке — «reliquiae», но в русском языке эти вещи не являются мощами, а называются или «контактными реликвиями», или просто «реликвиями».
Христианами бережно сохранялись любые останки святых, даже сохранившиеся в виде костей, праха или пепла, которые также именовались святыми мощами. Так, Иероним Блаженный писал, что весьма почитаемые мощи пророка Самуила существовали в виде праха, а мощи апостолов Петра и Павла — в виде костей. Особенно это касается останков древних святых, в большинстве своём принявших мученическую смерть, часто состоящую в сожжении и растерзании зверями. Хотя, как отмечает академик Е. Е. Голубинский, составители житий святых об обретении их мощей позволяли себе «свободу» в показаниях относительно состояния мощей.

### Нетленность мощей

Мощи преподобного Александра Свирского (Свято-Троицкий Александро-Свирский монастырь). Пример мощей, когда всё тело покрыто одеянием, а демонстрируется лишь кисть левой руки.

Архиепископ Вениамин (Краснопевков-Румовский) в книге «Новая Скрижаль или объяснение о Церкви, о литургии и о всех службах и утварях церковных», изданной в 1803, и переизданной в 1806, 1810, 1899, 1908 годах, пишет о том, что нетление тел есть доказательство прощения и разрешения от наказания за грехи праведников, или знамение великого гнева Божия грешников; если церковь находит в земле тела, не превращённые в землю, то почитает их или как святые мощи, или как тела отлучённых (анафематствованных); святыми мощами считаются тела, если они издают приятный запах и благоухание, если «сияют некоторыми лучами красоты» и не представляют собой ничего страшного; а не истлевшие тела отлучённых грешников «бывают надуты и подобны колоколу или пузырю, очень черны и безобразны». Для обоснования своего мнения Вениамин (Краснопевков-Румовский) пересказывает описанный Петром Могилой рассказ в его книге «Требник» о найденном в земле неистлевшем теле некоторой женщины, отлучённой от церкви. Архиепископ Филарет (Дроздов) в одной из своих проповедей 1821 года следующим образом объясняет нетление мощей: «И поелику „сила Христова“ нетленна, то естественно, что она, „вселяясь“ (2Кор. 12:9) в человеков, „иже Христовы суть“ (Гал. 5:24), и телесам их сообщает нетление; поелику сила Христова всемогуща, то с естеством ея согласно и то, что она чрез них чудодействует, когда то благоугодно Господу». Магистр богословия Д. П. Соснин в 1832 году писал следующее: «нетление Св. Мощей в Христианской Церкви есть истинно дело Божие, что Бог производит оное своей всемогущей силою сообразно с премудрыми и благодетельнейшими планами Своего промысла о роде человеческом вообще, и особенно о роде Христианском». Митрополит Макарий (Булгаков) в книге «Православно-догматическое богословие» (1853 год) нетление мощей охарактеризовал как «изъятие их чудодейственною силою Божиею из всеобщего закона тления как бы в живой урок нам о будущем воскресении тел». При этом наличие нетленных мощей не является обязательным условием для канонизации святого. Таким образом, нетленность мощей может рассматриваться как одно из свидетельств святости человека, но не является необходимым условием для канонизации.
Е. Е. Голубинский писал: «…на языке древней церковной литературы нетленные мощи — это не нетленные тела, а сохранившиеся и неистлевшие кости» (например, в летописи 1472 года о вскрытии гробов московских митрополитов в Успенском соборе сказано таким образом: « Тогда Иону цела суща обретоша маия в 29; Фотея же цела суща не всего, едины ноги толико в теле; а Кипреяна всего истлевша, едины мощи» — на русском: «Тогда, 29 мая 1472 года, тело Ионы (умер в 1461 году) нашли целое; тело Фотия (умер в 1431 году) нашли же целое не всё, а только целые были одни ноги; а тело Киприана (умер в 1406 году) всё истлело, нашли одни мощи (кости)». Из этой цитаты хорошо видно, что чем раньше умер человек, тем больше истлевали мягкие части тела. Через 11 лет тело оставалось целым; через 41 год мягкие части истлели на всём теле, кроме ног; через 66 лет мягкие части истлели на всём теле полностью, остались одни мощи (кости). Из трёх митрополитов в 1472 году — Ионы, Фотия, Киприана был канонизирован только тот, кто умер последним — Иона и мягкие части тела которого за 11 лет не успели истлеть. Было установлено местное почитание Ионы, а Пахомием Сербом была написана церковная служба Ионе — канон. В 1547 году при митрополите Макарии на Соборе Иона был прославлен для общецерковного почитания. Митрополиты Киприан и Фотий, тела которых истлели, не были причислены к лику святых ни в 1472 году, ни в 1547 году; их местное празднование в Московском Успенском соборе будет установлено только в позднейшее Синодальное время, после 1805 года, впервые назовёт их святыми Амвросий (Орнатский) в своей книге «История российской иерархии», изданной в 1807 году. Е. Е. Голубинский не нашёл поместного собора Русской церкви, который их причислял к лику святых, а только косвенные свидетельства их канонизации или признания действительно святыми.

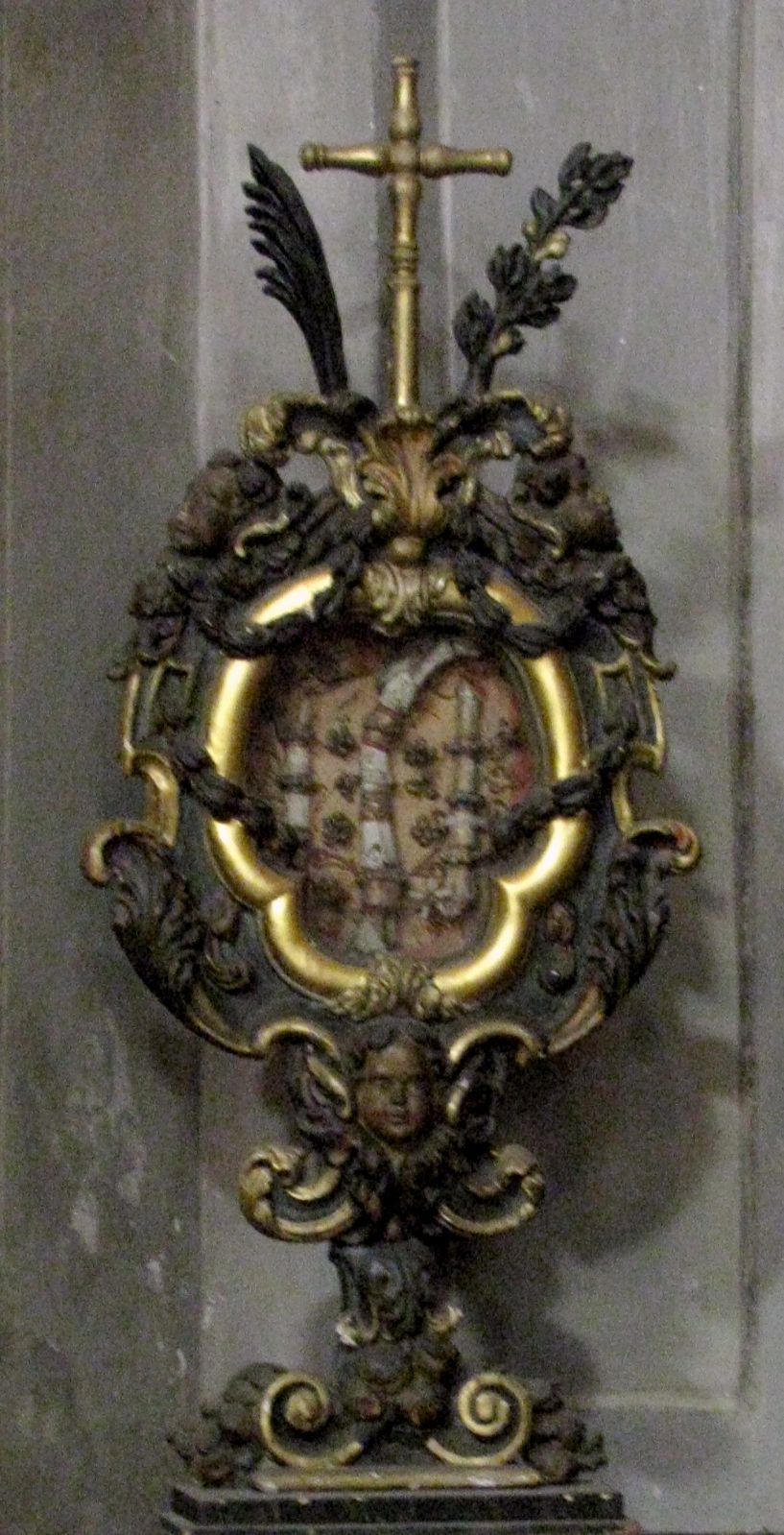
Реликварий с мощами в форме костных останков (Ментона, Франция)

В Московском княжестве уже в конце XV века существовало твёрдое представление о мощах как о нетленных телах, сохранивших вид только что умершего человека. Излагая мнение своих современников о нетленности останков святых, летописец в Софийской летописи (конец XV века) цитирует Пахомия Серба, который с горечью писал о заблуждении русских людей: «яко в теле обрели чюдотворца неверия ради людскаго, занеже кой толко не в теле лежит, тот у них не свят; а того не помянут, яко кости наги источают исцеление » — на русском: «нашли в 1472 году не истлевшее тело чудотворца Ионы ради неверия людей. Потому что у них не святой, чьё тело сохранилось истлевшее; такового не будут поминать святым, если даже голые его кости источают исцеление». Комментируя это высказывание, академик Голубинский пишет, что таким образом Пахомий Серб упрекнул извращающих церковное учение о мощах, и отмечает, что в тот период с одинаковым благоговением почитались мощи как в форме целых тел, так и в форме костей или их отдельных фрагментов, о чём свидетельствуют факты получения с Востока частиц мощей в форме костей, к которым народ устремлялся на поклонение. По этой причине народное представление о необходимости нетления тел всех без исключения святых никак не связано с церковным почитанием мощей, но исторически предшествует последнему и вошло в жизнь церкви как рецидив язычества. Но из исторических свидетельств (например, история деканонизации Анны Кашинской в 1677 году) видно, что факту нетленности порой придавалось особое значение при решении вопроса о святости; почитание Прокопия Устьянского (память 21 июля) как святого началось только потому, что тело его было обнаружено нетленным; однако, позднее его почитание как святого было прекращено на основании, что при повторном освидетельствовании мощей «не оказалось многих на теле сего почитаемаго за святаго частей».
Греки по внешнему виду как и русские определяют святость человека; но если для русских святость определяется нетленностью тел умершего (сохранность внешнего вида тела человека); то для греков признаки святости это, как правило, отсутствие плоти на костях, цвет костей, их запах и их сохранность, а нетленность тел может восприниматься как признак греховности.
Б. А. Успенский приводит характерное свидетельство инока Парфения (Агеева): 
«Здесь хощу сказать вещь, невиданную в России. Во св. Горе Афонской соблюдается обычай от древних времен откапывать кости умерших чрез три года после смерти. Которых кости обретаются желтые и светлые, яко восковые или елейные, противного запаха не испущающие, а иногда и благоуханные, те признаются за людей богоугодных; сии кости тлению не предаются. Которых кости обретаются белые, трухлявые, истлевающие, о тех полагают, что находятся в милости Божией. Кости черные, овые же и смердящие, признаются за кости людей грешных. О таковых более творится поминовение, и братия молятся, чтобы Господь даровал прощение грехов их. Овогда обретаются тела не истлевшие, целые, но черные и смрадные; сии признаются за людей, связанных родителями или духовными отцами, т.е. находящихся под клятвою ... Такой обычай имеется и в Молдавии, такожде в Валахии, в Болгарии и по всей Греции; токмо не повсюду открываются тела умерших чрез три года после смерти, а чрез большее количество лет, например, в Молдавии чрез семь лет» (Сказание о странствии и путешествии по России, Молдавии, Турции и Святой Землѣ: Постриженника святыя горы Афонския инока Парфения, Том II, с. 189-191)
В сербский Требник первой половины XV века включена молитва, которая читается в случае, если тело умершего не разлагается; во время заупокойной ектеньи архиерей добавляет следующее прошение: «Ещё молимся о прощении им связывания и отлучения, и о том, чтобы рассыпались эти тела на те составляющие, из которых были сотворены Богом», то есть, чтобы тела превратились в земной прах.
Согласно профессору Б. А. Успенскому и член-корреспонденту РАН Ф. Б. Успенскому, в греческих поместных церквах и Русской поместной церкви в XVII веке существовало разное отношение связи нетленности тел и святости человека, греки не разделяли мнения русских, что тело святого должно оставаться нетленным. При этом профессор Е. Н. Темниковский писал: Кроме святой жизни и чудес в Греческой Церкви, по свидетельству патриарха Нектария, требовалось, как «весьма необходимое», нетление мощей или благоухание от костей подвижников. Ф. Б. Успенский считает, что представление о нетленности как о признаке святости были заимствованы русскими от скандинавов, а последнее это представление ранее получили от англосаксов. По инициативе восточных патриархов вопрос о нетленности мощей стал предметом обсуждения на Большом Московском соборе. Большой Московский собор принял постановление, говорящее, что если было найдено нетленное тело некоторого человека, то никто не должен почитать этого человека как святого без достоверного свидетельства и соборного определения; так как тела многих людей остаются нетленными не от святости, а по причине того, что эти люди умерли, находясь под архиерейской или иерейской клятвою (проклятием); или остаются нетленными по причине того, что эти люди совершили преступления против божественных, священных, правил и закона. Человека, мощи которого остаются нетленными, можно почитать как святого только если это определит архиерейский собор.
Представление о мощах как о нетленных телах, распространившееся в среде клириков и мирян как твёрдое убеждение, будет осуждено лишь некоторыми отдельными русскими архиереями только в конце XIX века.
В начале XX века, при подготовке канонизации Серафима Саровского, из останков которого были обретены лишь кости, что вызвало сомнения ряда верующих в его святости, Церковь начала разъяснительную работу по вопросу нетления мощей. Так, митрополит Петербургский Антоний (Вадковский) публично объявил, что нетление мощей не входит в число оснований для канонизации святого. В «Настольной книге для священно-церковно-служителей» издания 1913 года С. В. Булгаков счёл необходимым первый пункт Деяния о канонизации Серафима Саровского (1903 год) снабдить пространным комментарием по вопросу о нетленности мощей:

Некоторые утверждают, будто мощи святых всегда и непременно суть совершенно нетленные, то есть совершенно целые, нисколько не разрушенные и не повреждённые тела. Но понимание слова «мощи» непременно в смысле целого тела, а не частей его и преимущественно костей, — неправильно, и вводит в разногласие с греческой церковью, так как у греков вовсе не проповедуется учения, что мощи означают целое тело, и мощи наибольшей части святых в Греции и на Востоке (равно как и на Западе) суть кости.

Факт нетления мощей стал оказывать влияние на решение вопроса о канонизации святых в относительно позднюю эпоху, особенно в Русской церкви. Профессор И. В. Попов так пишет о нетлении мощей:

И исторические данные, и свидетельства очевидцев, и, наконец, даже современные освидетельствования мощей гражданской властью убеждают нас в том, что бывают святые мощи и с сохранившейся в большей или меньшей степени и присохшей к костям плотью. Конечно, можно различным образом объяснять происхождение такого нетления плоти. Для одних это может казаться делом естественным, может зависеть, например, от свойств почвы, в которой лежит тело усопшего, или ещё от каких-либо внешних влияний атмосферы, другие склонны в этом усматривать чудесное явление, присущее иногда останкам усопших святых. И не рассуждая даже о том, какой из этих взглядов должен быть признан более правильным, мы утверждаем только, что, хотя само по себе нетление тела не может быть доказательством святости умершего человека, тем не менее, такое нетление плоти в большей или меньшей степени было обнаруживаемо иногда и при открытии мощей святых угодников Божиих.

Во время процесса канонизации даже при обнаружении нетленного тела большее внимание придаётся факту наличия чудотворений по молитвам к подвижнику: при их отсутствии канонизация не совершается.
Если мощи какого-либо святого не подверглись гниению — тлению, это воспринимается как особое чудо и способствует росту почитания данного святого (о нетлении мощей святых бывают отдельные упоминания в их акафистах). Для поддержания внешнего вида мощей могут использоваться различные средства (например, воскомастика — специальный состав, которым покрываются мощи, а особенно их частицы при положении в мощевиках; при освящении храмов мощи помазывают миром; ранее в России существовал обычай омовения мощей), что расценивается критиками почитания мощей как мошенничество.
Советская власть при проведении антирелигиозной политики умело воспользовалась господствующим мнением о мощах как о нетленных телах. Большинство мощей хранилось в закрытых ковчегах. После революции, в 1918—1920 гг. в 14 губерниях было проведено вскрытия 63 мощей. Каждое вскрытие проводилось публично, при массовом скоплении народа, велась фотосъёмка и киносъёмка, на вскрытия приглашались различные специалисты: искусствоведы, патологоанатомы, врачи; специалисты и представители власти составляли официальные документы — акты вскрытия мощей, которые затем тиражировались через газеты и антирелигиозные брошюры. Вместо нетленных тел очень часто в раках находили небольшие фрагменты костей (порой полуистлевшие), а вместе с ними «черепки, тряпки и чучела, набитые бумагой».
Профессор Г. П. Федотов понимал под выражением «нетленное тело» — «мумифицированное тело». Он пишет: «Церковь чтит, как кости, так и нетленные (мумифицированные) тела святых, ныне одинаково именуемые мощами». Кроме того, Федотов указывает на встречающиеся нетленные или мумифицированные тела несвятых: «Известны не очень редкие случаи естественного нетления, то есть мумификации тел, ничего общего со святыми не имеющих: массовая мумификация на некоторых кладбищах Сибири, Кавказа, во Франции — в Бордо, Тулузе и т.д».
Судебно-медицинский эксперт, профессор П. С. Семеновский, участвовавший во вскрытии мощей и проводивший исследования их в 1919—20 годах, сделал следующий вывод о мощах:
Таким образом, т. наз., мощи ничего чудесного, сверхъестественного не представляют, а являются остатками трупов, носящих следы продолжительного процесса обычного гниения трупов или же подвергающихся дальнейшему распаду мумифицированных вследствие особых условий погребения трупов.
Советский религиовед Н. С. Гордиенко писал, что в русском православии с самого начала возобладало представление о мощах как о нетленных телах, полностью сохранивших вид только что умершего человека. Поэтому в древнерусских житиях святых мощи живописуются как полнейшее подобие живого тела. Однако самое большее, что могли извлечь из-под земли (и в ряде случаев действительно извлекали), — это мумифицированный труп, чаще же извлекали обыкновенные кости. Но не только кости, но и мумии не могли быть восприняты массой верующих, наэлектризованной слухами о явлении «нетленных мощей» святого, как подлинные мощи. Выход нашли следующий: верующим внушили, что простые смертные недостойны лицезреть все мощи целиком — они должны довольствоваться малым. Жаждавшей чуда пастве мощи демонстрировали, но целиком не показывали: даже в открытой гробнице мощи лежали прикрытые одеянием и специальным покровом, а обнаженными были лишь небольшие участки «нетленного тела» — обычно это была какая-то часть руки. Об остальном верующие должны были только догадываться. Это давало возможность любые останки, в каком бы виде они на самом деле ни сохранились, преподносить прихожанам православных храмов как «святые нетленные мощи».
Н. С. Гордиенко писал, что неприглядность многовековой деятельности РПЦ по пропаганде среди верующих заведомо ложной идеи «нетленности мощей» была убедительно, наглядно и до конца раскрыта в первые послереволюционные годы, когда по требованию революционного народа компетентные и представительные комиссии публично вскрыли в 1918, 1919 и 1920 годах и освидетельствовали те раки, где, по уверению духовенства, хранились «нетронутые временем» и «избежавшие тлена» тела святых. 63 вскрытия, среди которых не оказалось ни одного обнаружения «нетленных (в церковном понимании) мощей», а вместо них обнаружились истлевшие останки, глубоко потрясли народные массы; а эти наглядные разоблачения вынудили духовенство на время прекратить разговоры о нетлении мощей святых. Гордиенко писал, что словосочетание «святые нетленные мощи» постепенно стало входить в оборот в РПЦ после того как уменьшалось количество прихожан, непосредственно присутствовавших на вскрытии мощей или слышавших об этом из первых уст и забылись конкретные результаты вскрытий. Оно стало частым в употреблении, например, на страницах ЖМП в 1970-е годы, причем нетленными мощами в журнале, вопреки результатам вскрытия, вновь стали называть истлевшие останки (Антония, Иоанна и Евстафия; Димитрия Ростовского, митрополита Алексия, Сергия Радонежского). Гордиенко видел в новом использовании словосочетания «святые нетленные мощи» точный расчет — ставку идеологов современного русского православия на неосведомленность основной массы верующих советских людей о подлинном состоянии мощей.
В статье «Мощи», изданной в 2022 году, в Православной энциклопедии О. Н. Афиногенова пишет о том, что нетленность мощей может рассматриваться как особое чудесное свидетельство святости; в этой же статье говорится, что в современной традиции нетленными называются не только мощи, имевшие вид недавно умершего человека, но и кости, и мумифицированные останки. Афиногенова пишет о чудесных явлениях, сопутствующие прославлению мощей святого: благоухание, сияние, мироточение, исцеление.

### Понятие «мощи» в словарях и энциклопедиях
До 1917 года
Словари конца XVI века — начала XVII века:
- «Лексис, сиречь речения вкратце собранны и из словенского языка на просты русский диялект истолкованы» (автор Лаврентий Зизаний) 1596 год: «мощи — тела святых называются»[62]:
- «Лексикон славено-росский и толкование имен» (автор Памва Берында) 1627 год: «мощи — тела святых или кости их»[63].

Впоследствии, до 1847 года, словари определяли мощи как нетленные останки святых. Такое понимание определения мощей содержится в четырёх изданиях «Церковного словаря» протоиерея Петра Алексеева 1773—1819 годов и в двух изданиях Словаря Академии Российской 1789—1822 годов.
Начиная с 1847 года до 1917 года словари и энциклопедии определяли мощи как нетленные тела святых. Такое определение термина «мощи» содержится в Словаре церковнославянского и русского языка, изданном Вторым отделением Императорской Академией Наук в 1847 году; Толковом словаре живого великорусского языка В. Даля (1865―1913 года); в Энциклопедическом словаре Брокгауза и Ефрона (1897 год); Малом энциклопедическом словаре Брокгауза и Ефрона (1909 год); Новом энциклопедическом словаре Брокгауза и Ефрона (1912 год); «Кратком толковом словаре русского языка» Стояна (1913―1916 года). Например, в Полном православном богословском энциклопедическом словаре («составлен на основании лучших исследований специалистов по этим отраслям богословского знания») (1913 год), написано:
Мощи — оставшиеся нетленными после смерти тела святых христианской церкви.
Исключением из всех словарей и энциклопедий этого периода является «Полный церковнославянский словарь» 1899 года Григория Дьяченко, в котором:
Мощи — останки тела святых или вообще кости — твердые части тела.
Настольный энциклопедический словарь (с 1 по 6 издания; 1891—1903):
Мощи — нетленные останки благочестивых святых, которые благоговейно хранятся православной церковью на основании священного Писания, предания и примера Вселенской церкви
И 29 том полностью переработанного 7-е издания «Настольного энциклопедического словаря», вышедшего из печати под названием «Энциклопедический словарь Гранат» (1916 год):
Мощи, в церковном словоупотреблении  —  останки святых людей, являющиеся предметом поклонения. Для признания останков М[ощами] не требуется непременного их нетления; более важным считается другой признак, именно чудеса, которые по мнению верующих происходят от останков святого. Поэтому в актах соборов  XV и XVI вв. канонизовавших целый ряд святых и их М[ощи], очень часто  М[ощами] называют только кости, оставшиеся от тела святого.
После 1917 года
В советских словарях, изданных после 1917 года, мощи уже не рассматривались как нетленные тела святых, а определялись в виде высохших, мумифицировавшихся останков; как правило, с отрицательным к ним отношением. Например, Словарь Ушакова (1935—1940 год) даёт для них следующее определение:
МОЩИ, мощей, ед. нет. 1. Высохшие, мумифицировавшиеся вследствие пребывания в сухой почве остатки человеческого тела, выдаваемые церковью (преимущ. православной и католической) за "нетленные останки" т. наз. святых с целью религиозного обмана. С культом мощей связаны всевозможные фальсификации (куклы из ваты, восковые фигуры и т.п.). 2. перен. Об очень исхудалом человеке (разг. шутл.; ср. моща). Живые мощи (разг.) - то же, что мощи во 2 знач.
В четырёх стереотипных изданиях Малого академического словаря русского языка (1957—1984, 1981—1984, 1985—1988, 1999 года) также даётся определение мощей как высохших, мумифицировавшихся останков с указанием, что они по суеверным представлениям имеют чудодейственную силу.
В Большой медицинской энциклопедии 1969—1978 годов была помещена статья «Мумия» (автор — П. Попов), в которой описан естественный процесс превращения мёртвого тела в мумию, в этой же статье говорится, что в некоторых случаях мощи представляют собой настоящие мумии, а также заявлено: «Христианская религия широко использовала явление превращения трупа в мощи в целях обмана и эксплоатации многочисленных масс верующих. Многочисленные исследования „мощей“ впрочем показали, что нередко они состоят только из отдельных костей со всеми свойственными костям посмертными изменениями. Помимо этого было обнаружено много случаев отсутствия всяких останков и замена их самыми разнообразными предметами, никакого отношения к трупным останкам не имеющими (например: толчёный кирпич, вата, женские чулки и другие предметы). Используя то обстоятельство, что массы верующих не могли предпринимать проверки содержимого рак, духовенство организовывало паломничество к „мощам“». Атеистический словарь (три издания 1983, 1985 и 1986 годов) определяет мощи как «останки умерших, сохраняющиеся длительное время нетленными, что якобы свидетельствует об их святости», а также отмечает следующее: «По учению православной церкви, нетленными являются останки лиц, особо угодивших Богу. На самом же деле в факте „нетленности“ останков умерших нет ничего сверхъестественного. Наукой установлено, что при определённых условиях (сухой воздух, низкая температура и др.), в которых не развиваются гнилостные бактерии, трупы могут сохраняться длительное время, не разлагаясь. Известно немало случаев естественной мумификации».
Издания Советского энциклопедического словаря (1979—1989 год) и продолжающего его Большого энциклопедического словаря (1997—2004 года) дают для этого термина следующее определение:
„мощи — останки людей, подвергшиеся естественной мумификации и объявляемые духовенством чудотворными и нетленными. Объект поклонения у православных и католиков“
При этом в статье Большого энциклопедического словаря (2000 год) о праведном Симеоне Верхотурском однозначно указано, что обретены его нетленные мощи.
В трёх изданиях Большой советской энциклопедии статьи «мощи» очень сильно отличаются друг от друга по содержанию. Самая большая статья и самая радикальная из них помещена в первом издании 1938 года, во время Безбожной пятилетки. В этой статье рассказывается о огромном количестве фабрикаций мощей церковью в России и о использовании их для эксплуатации трудящихся, о получении огромных доходов от них, о одурманивании масс, о разоблачении Советской властью культа мощей и о борьбе церковников и кулачества под видом защиты мощей против Советской власти, однако собственного определения термина не даётся, а написано следующее: «по учению православной церкви, мощи это „останки угодников, прославленных нетлением и чудесами“». Статья второго издания 1954 года более сдержанного содержания по сравнению с первым изданием, в ней нет упоминаний о разоблачении Советской властью культа мощей и борьбы против неё церковников и кулаков, зато упоминается «Трактат о реликвиях» Кальвина; она даёт следующее определение: «Мощи, останки так называемых „святых“, являющиеся в католической и православной церквах предметами религиозного почитания». Статья третьего издания 1974 года ещё более умеренная по содержанию по сравнению со вторым изданием, в ней уже не упоминаются массовые фальсификации мощей и одурманивание масс, даётся определение мощей как в издании 1954 года без кавычек в слове святые, мощи названы реликвиями.
Словарь современного русского литературного языка 1957 года, опубликованный издательством Академии Наук СССР в 17 томах и толковый словарь Т. Ф. Ефремовой (2000) дают такое определение понятия мощи:
Мощи — высохшие мумифицировавшиеся останки (иногда отдельные кости) человека, почитаемого церковью святым.
Словарь Ожегова — Шведовой (1949, 1952, … 1997 года) и Большой толковый словарь русского языка (1998 год) дают, соответственно, следующие определения мощей:
 
Высохшие останки людей, почитаемые церковью святыми и чудотворными. 
 Высохшие, мумифицировавшиеся останки людей, почитаемых церковью святыми, имеющие (по представлениям верующих) чудодейственную силу.
В Энциклопедическом словаре «Христианство» 1995 года, под редакцией С. С. Аверинцева и А. Н. Мешкова, повторено дореволюционное определение этого понятия:
Мощи, тела святых христианской церкви, оставшиеся после их смерти нетленными.
Российский гуманитарный энциклопедический словарь (2002 год) даёт такое определение мощей:
Мощи – останки почитаемых христианской церковью святых, чаще всего костные, независимо от их физической сохранности.
В определении термина «мощи», которое даётся в Большой российской энциклопедии 2013 года (автор статьи протоиерей РПЦ профессор В. А. Цыпин), упоминается об их возможной нетленности:
Мо́щи (святые мощи), тела или части тел святых (часто нетленные), почитаемые в православной Церкви, Римско-католической и др. христианских церквах, имеющих апостольское преемство.

## Почитание

### Мощи в Ветхом Завете
В Ветхом Завете тела умерших считали нечистыми; тот, кто прикоснулся к трупу, становился нечистым в течение семи дней:

Кто прикоснется к мертвому телу какого-либо человека, нечист будет семь дней: он должен очистить себя сею [водою] в третий день и в седьмой день, и будет чист; если же он не очистит себя в третий и седьмой день, то не будет чист; всякий, прикоснувшийся к мертвому телу какого-либо человека умершего и не очистивший себя, осквернит жилище Господа: истребится человек тот из среды Израиля, ибо он не окроплен очистительною водою, он нечист, ещё нечистота его на нем.
— Чис. 19:11-13
Ветхий Завет описывается один пример чуда, которое произошло при участии умершего тела праведника — пророка Елисея:

И было, что, когда погребали одного человека, то, увидев это полчище, погребавшие бросили того человека в гроб Елисеев; и он при падении своём коснулся костей Елисея, и ожил, и встал на ноги свои.
— 4Цар. 13:21
О сохраняемости костей упоминается в Четвертой книге царств:

И взглянул Иосия и увидел могилы, которые были там на горе, и послал и взял кости из могил, и сжег на жертвеннике, и осквернил его по слову Господню, которое провозгласил человек Божий, предрекший события сии. И сказал Иосия: что это за памятник, который я вижу? И сказали ему жители города: это могила человека Божия, который приходил из Иудеи и провозгласил о том, что ты делаешь над жертвенником Вефильским. И сказал он: оставьте его в покое, никто не трогай костей его. И сохранили кости его и кости пророка, который приходил из Самарии.
— 4Цар. 23:16-18

### Второй Никейский собор о мощах
Учение об обязательном почитании мощей святых было утверждено в 787 году на Втором Никейском соборе. В русском переводе постановлений (деяний) Второго Никейского собора греческое слово λείψανα переведено как останки.
Согласно этому учению, останки (мощи) не сами собой исцеляют и творят чудеса, а делают это силой вселившегося в них Христа. На втором заседании Второго Никейского собора было зачитано Послание патриарха Иерусалимского Феодора к патриархам Косьме Александрийскому и Феодору Антиохийскому. Это послание было одобрено участниками Собора, в нём сказано по этому вопросу:

Как спасительные источники Господь Христос даровал нам останки (λείψανα) святых, источающие немощным многообразные благодеяния, изливающие благовонное миро и прогоняющие демонов. Вот что говорит великий учитель Афанасий, — что значит «бессмертный»: «кости мучеников прогоняют болезни, исцеляют немощных, слепым дают зрение, прокаженных очищают, искушения и скорби рассеивают, и это делают они чрез поселившегося в них Христа». То же самое прекрасно воспел и псалмопевец: «дивен Бог во святых Своих» (Пс. 67:36). И опять: «(святым), иже суть на земли Его, удиви Господь вся хотения Своя в них» (Пс. 15:3).

Согласно учению Второго Никейского собора, через целование честных останков (мощей) верующие получают освящение. На шестом заседании Собора сказано по этому вопросу:

Будем же ныне все делать со страхом Божиим, прося ходатайства непорочной Владычицы нашей, воистину Богородицы и Приснодевы Марии, святых ангелов, и всех святых; будем лобызать честные останки (λείψανα) их для того, чтобы получить от них освящение.

На седьмом заседании Собора было определено: епископов или клириков, отвергающих святые останки (мощи) мучеников, извергать из сана, а мирян и иноков, отвергающих святые останки (мощи) мучеников, отлучать от церкви:

Итак мы определяем, чтобы осмеливающиеся думать или учить иначе, или по примеру непогребных еретиков презирать церковные предания и выдумывать какие либо нововведения, или же отвергать что либо из того, что посвящено церкви, будет ли то евангелие, или изображение креста, или иконная живопись, или святые останки (λείψαιον) мученика, а равно (дерзающие) с хитростию и коварно выдумывать что либо для того, чтобы ниспровергнуть хотя какое либо из находящихся в кафолической церкви законных преданий, и наконец (дерзающие) давать обыденное употребление священным сосудам и досточтимым обителям, — определяем, чтобы таковые, если это будут епископы или клирики, были низлагаемы, если же будут иноки или миряне, были бы отлучаемы.

На соборе было принято VII правило, согласно которому епископ, который освятит храм без мощей, подлежит извержению из сана.

### История почитания

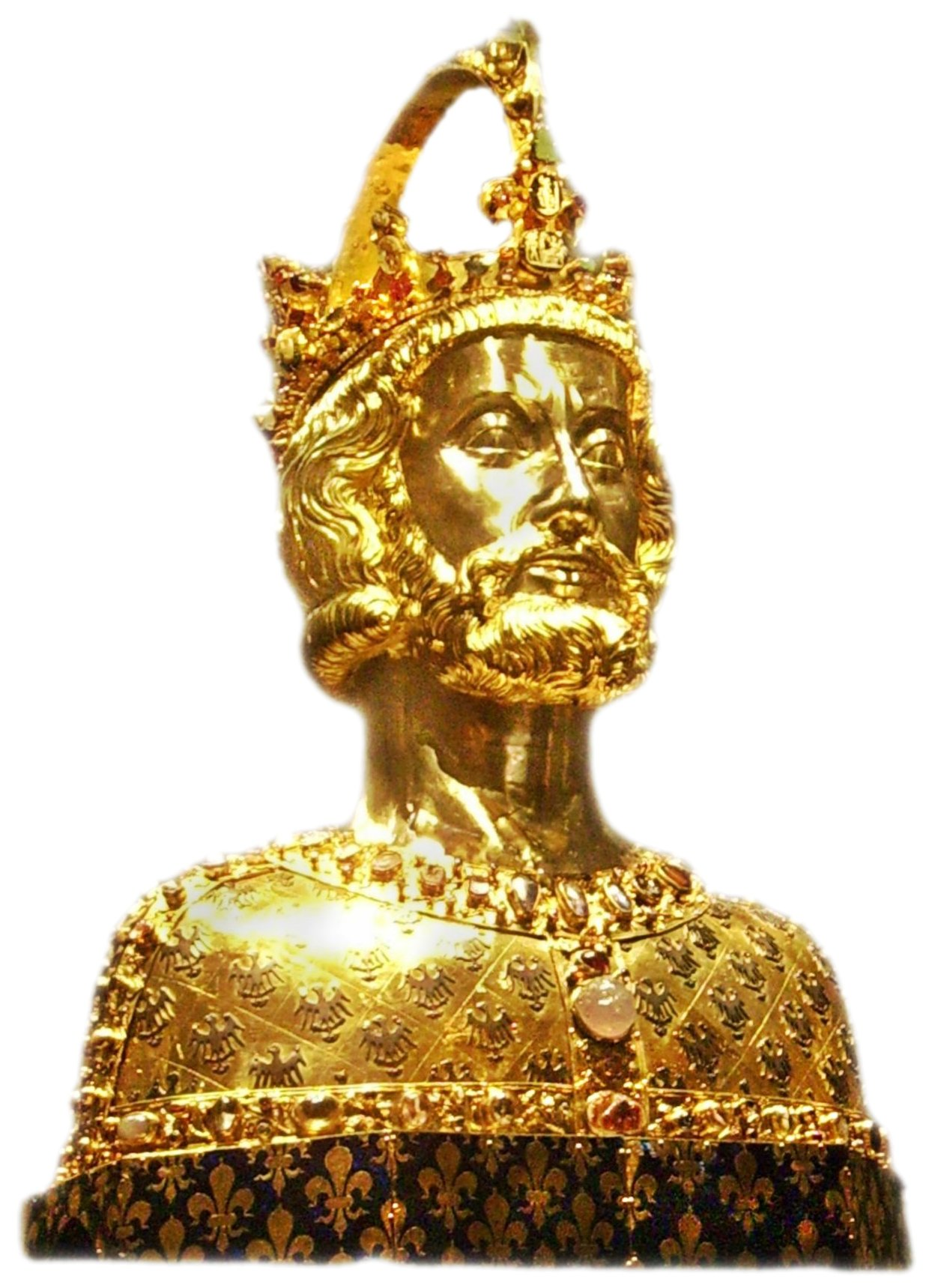
Ковчег-реликварий с мощами Карла Великого в Аахенском соборе, сделанный по указу Фридриха Барбароссы после причисления императора к лику святых антипапой Пасхалием III в 1165 году. Римско-католическая церковь официально так и не признала этого акта.

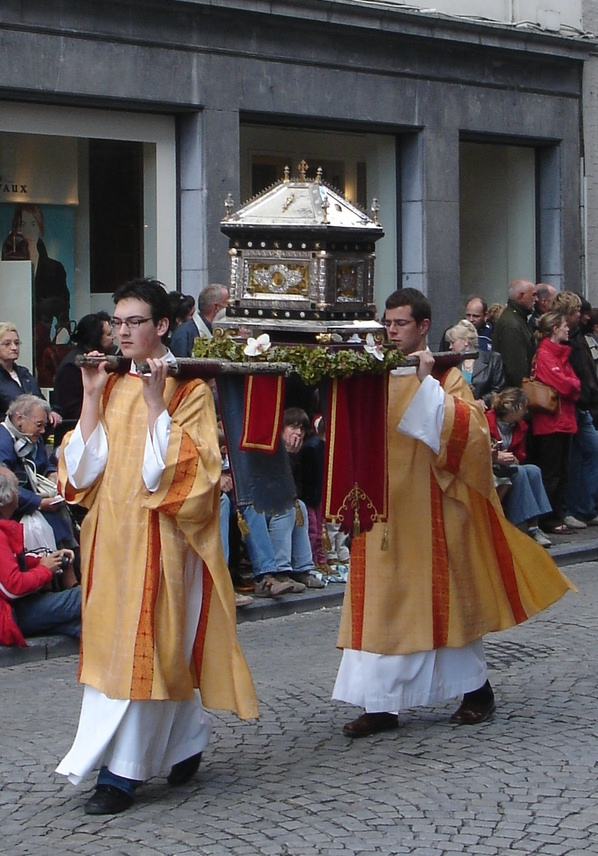
Процессия с мощами святого Доната

Первая христианская община в Иерусалиме состояла исключительно из иудеев, которые продолжали соблюдать предписания Закона Моисея. Согласно Закону Моисея тела умерших считали нечистыми; тот, кто прикоснулся к трупу становился нечистым в течение семи дней. После обращения в христианскую веру первого язычника Корнилия сотника, к христианской общине стали присоединяться язычники. Возник вопрос о том, должны ли язычники, перешедшие в Христианство, соблюдать все предписания Закона Моисея. Около 49 года в Иерусалиме был созван Собор, в котором приняли участие апостолы и на котором было принято решение о том, что для язычников, принявших крещение, в соблюдений всех предписаний Закона Моисея нет необходимости, а им достаточно воздерживаться от блуда и от употребления в пищу идоложертвенного, крови, удавленины; им также запрещалось делать другим того, чего себе не желают. Соответственно, язычники, перешедшие в христианство, после прикосновения к трупам уже не считались нечистыми.
Почитание мощей, по мнению Макария Булгакова, заключается в следующих вещах: а) в благоговейном собирании и хранении мощей святых; б) в торжественных открытиях и перенесениях мощей, в) в построении над мощами храмов или алтари; г) в установлении празднеств в память открытия или перенесения мощей; д) в путешествиях к гробницам и украшении их; е) в постоянном правиле Церкви — полагать в основание алтарей мощи святых мучеников и иначе не освящать храмов.
Среди самых ранних свидетельств почитания мощей — повествование о костях епископа Поликарпа Смирнского под 156 годом. Оно описано в «Окружном послании Смирнской церкви о мученичестве Поликарпа», и цитируемое также Евсевием Кесарийским в «Церковной истории». В «Окружном Послании Смирнской Церкви» о мученичестве святого Поликарпа (II век) даются свидетельства о почитании мучеников «как учеников и подражателей Господа» и благоговейного отношения к останкам их. Причём ежегодно праздновались дни кончины мучеников как «дни рождения их для будущей жизни».
Центурион, видя иудейскую склочность, положил тело [Поликарпа Смирнского] на виду [у всех], как это у них принято, и сжег. И так мы взяли затем кости его, которые драгоценнее дорогих камней и благороднее золота, и положили, где следовало.
Другое раннее свидетельство, по мнению О. Н. Афиногеновой, читается в Мученичестве святого Игнатия Богоносца, где сообщается о перенесении останков Игнатия в Антиохию с особыми почестями (Игнатий умер в начале II века; основной список Мученичества относится к X веку).
Свидетельство о целовании кости человека приходится на начало IV века. Богатая вдова Люцилла, жившая в Карфагене, имела обычай перед причастием целовать кость сомнительного мученика. Между ней и архидиаконом Цецилианом возникли разногласия по данному вопросу. Цецилиан, по-видимому, пригрозил Люцилле даже лишением церковного общения, если она не оставит этого обычая.
Первоначально в христианстве все тела предавали погребению на кладбище. Император арианин Констанций в 337 году ввёл новый обычай, он не стал хоронить тело своего отца Константина Великого в земле, а поставил гроб с его телом во храме апостолов. Обычай выкапывать мощи святых из земли и переносить их в приходские церкви городов возник не позднее начала второй половины IV века. Наиболее ранний описанный случай выкапывания и перенесения мощей это 356 год, когда император Констанций перенёс в Константинополь и положил во храме апостолов мощи апостола Тимофея; в 357 год император Констанций перенёс в Константинополь и положил во храме апостолов мощи апостолов Андрея, Луки. В конце IV века были противники почитания мощей, например, иерей Вигилянций. Почитание мощей Вигилянций называл обожанием (лат. adoratio) и считал возвращением к язычеству. Иероним Стридонский написал сочинение «Против Вигилянция», в котором защищал почитание мощей, а Вигилянция назвал безумцем и обвинил в святотатстве. Обычай выкапывания и перенесения мощей стал распространённым в V веке.
Первое решение церковного собора в отношении почитания мощей вынес Карфагенский собор (393—419 годы). Он в своих правилах установил, что все алтари, воздвигнутые в память мучеников «по сновидениям и суетным откровениям некоторых людей» и «при которых не оказывается положенным никакого тела или части мощей мученических» должны быть разрушены, чтобы «правомыслящие к таковым местам не привязывались никаким суеверием». Также Собор постановил совершать память мучеников там, где «есть или тело, или некая часть мощей, или, по сказанию от верной древности переданному, их жилище, или стяжание, или место страдания».
В века гонений, когда мученичество было для христиан свидетельством их убеждений в истинности Воскресения Христа из мёртвых и произошедшей победы над смертью, христиане употребляли все средства для того, чтобы получить в своё обладание тела мучеников, а места погребения их становились святилищами, где отправлялось христианское богослужение в виде евхаристий и агап. Многие истории о выкупе останков святых попали в их жития. Например, в житии святого Вонифатия рассказывается, что он был направлен праведной Аглаидой на Восток с целью выкупить и привести в Рим останки мучеников, но пострадал сам и его тело было выкуплено его спутниками за 500 золотых монет.

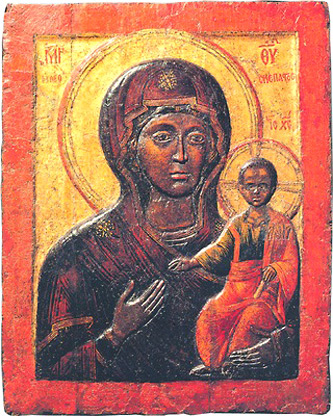
Влахернская икона (написана с использованием мастики с частицами мощей)

Помимо собственно мощей, почитались также так называемые «контактные реликвии», то есть всё, что соприкасалось с телом святого при жизни или после смерти: одежда, брандеум, миро, орудия мученичества и другие объекты. Реликвии также могли создаваться путём соприкосновения с могилой святого или другими контактными реликвиями. Мощи начинают подмешивать в краски или мастику для написания икон. Такой воскомастикой была написана Влахернская икона, почитавшаяся в Константинополе как защитница города и византийских императоров, а после перенесения в Москву в 1653 году стала одной из главных русских святынь.

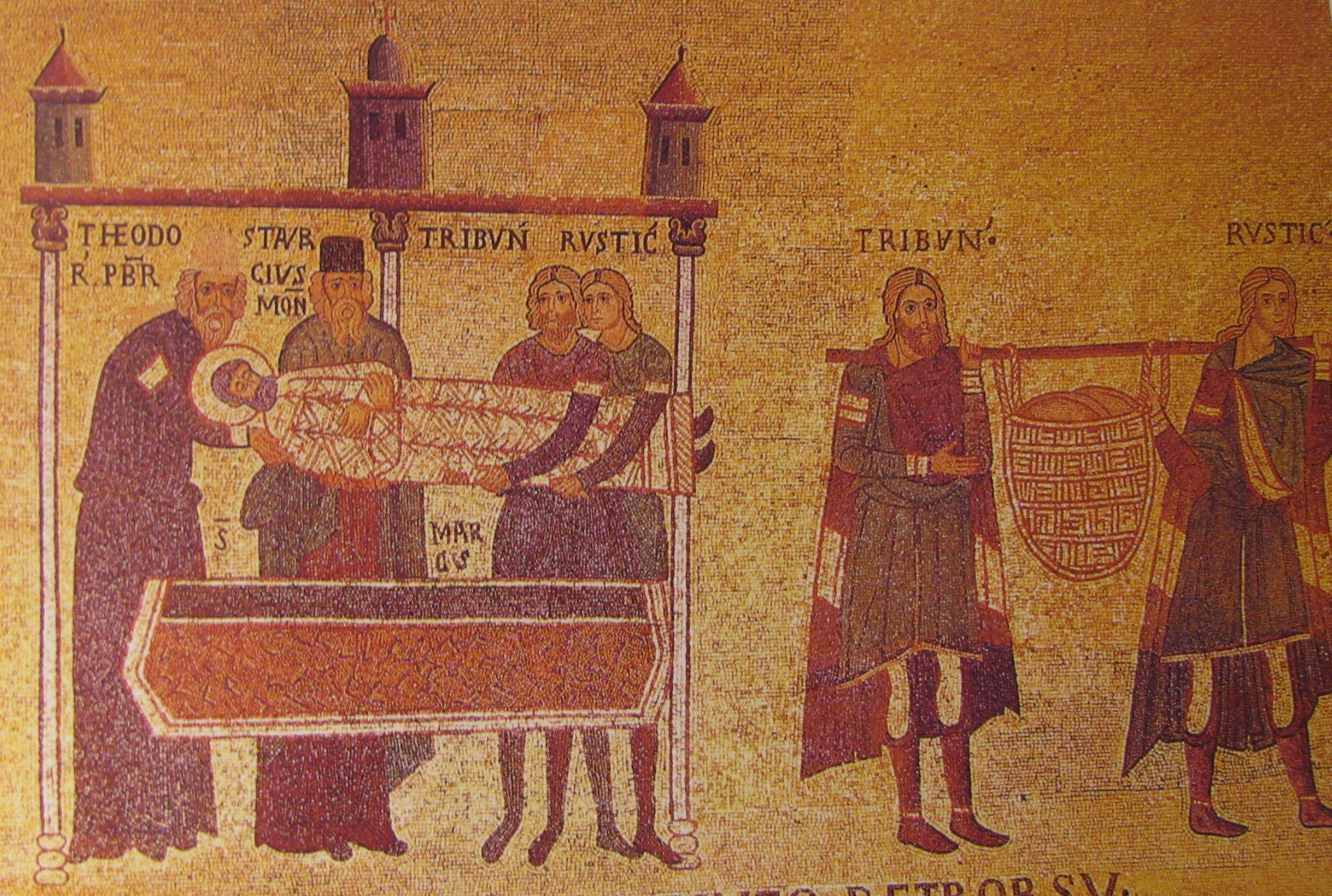
Похищение мощей апостола Марка из Александрии (мозаика собора Святого Марка, XI век)

Мощи святых являлись ценным имуществом, служившим подчас поводом к конфликту. К примеру, останки святого Марка, хранящиеся в Венеции, были, как повествует церковное предание, выкрадены тремя венецианскими купцами из Александрии в раннее Средневековье. Чтобы перенести реликвию на корабль, торговцы прибегли к хитрости: тело евангелиста было положено в большую корзину и сверху покрыто свиными тушами, к которым не могли прикоснуться сарацины даже при таможенном досмотре. Для большей надежности корзину спрятали в складках паруса одного из судов. Аналогичны истории с перенесением мощей святителя Николая из города Миры в Бари в 1087 году (в честь перенесения Русской православной церковью установлено празднование 22 мая (9 мая по старому стилю)) и святителя Спиридона из Константинополя на остров Корфу в 1456 году. Перенесение мощей, как и любых реликвий, в христианском мировоззрении имеет важное сакральное значение — оно знаменует распространение святости и тем самым повышает статус храма, в котором находятся реликвии.
В период иконоборчества культ икон официально был запрещён. Иконоборческий собор 754 года в своём постановлении осудил иконопочитание и всем чтущим иконы объявил анафему. После этого Собора император-иконоборец Константин V Копроним проводил политику борьбы против почитания мощей и монашества. Так в Халкидоне, по его указанию, был закрыт чтимый храм святой Евфимии, её мощи были выброшены в море, а само здание обращено в арсенал. В 773 году, как сообщает Феофан Исповедник:
В том же году военачальник Фракийских стран (фемы Фракисиев) Михаил Лаханодракон послал побочного своего сына Леона, по прозванию Кулуку, и Леона расстригу игумена во прозванию Куцопалого продавать все монастыри мужские и женские, во все священные сосуды, и книги, и скот, и все что служило к пропитанию их. Вырученные деньги представил он царю. Книги монашеские и патерики (жизнеописания отцов) предал огню, и у кого находилась святые мощи и те предал огню, а хранившего их казнил. Многих монахов умертвил ударами бичей, и даже мечом, и бесчисленное множество ослепил; у некоторых обмазывал бороду спуском воска и масла, подпускал огонь и таким образом обжигал лица их и головы; иных после многих мучений отсылал в изгнание и наконец в области своей не оставил никого, кто бы носил монашеское платье. Ненавистник добрых, узнавши об этом изъявил ему свое высочайшее благоволение в таких словах: Я нашел в тебе мужа по сердцу моему; ты исполняешь все желания мои. В подражение ему и прочие то же делали.

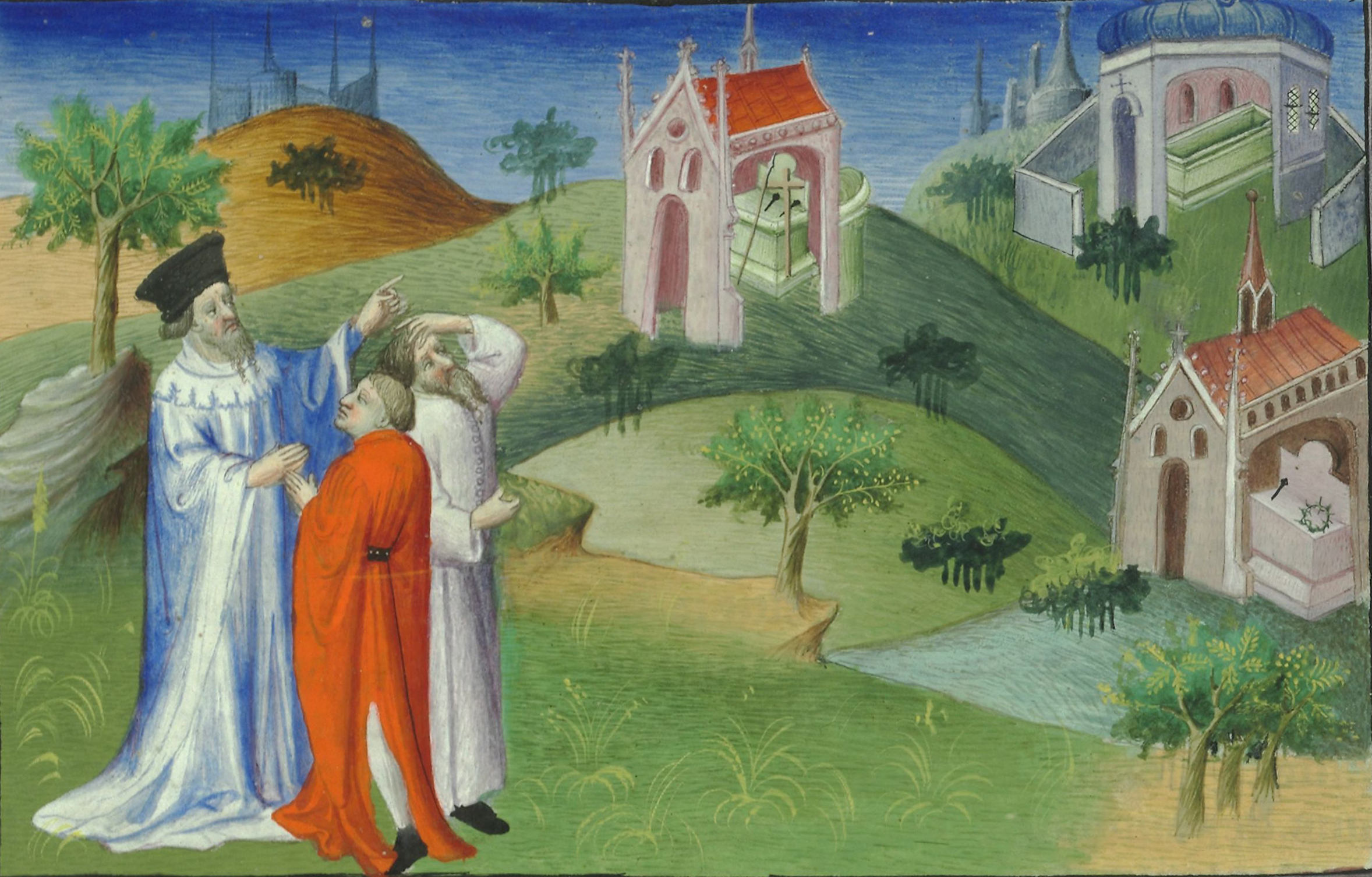
Пилигримы в Константинополе. XIV век

В эпоху средних веков и нового времени местонахождение особо чтимых мощей было особенно важным для распределения числа пилигримов, пересекавших Европу из края в край с целью поклонения святыням. Обладание чтимой реликвией резко поднимало привлекательность располагавшего святыней монастыря или собора и повышало его доходы от пожертвований. Самый мощный людской поток со всех уголков европейского континента катился по дороге святого Иакова, которая вела в Сантьяго-де-Компостела, где упокоился апостол. Сегодня эта дорога и построенные вдоль неё соборы вошла в список всемирного культурного наследия ЮНЕСКО.
Первым открытием мощей в истории Русской Церкви было открытие мощей великой княгини Ольги, которые были перенесены в Десятинную церковь князем Владимиром. Вслед за этим при великом князе Ярославе в 1026 году были извлечены из могил и положены в церкви тела святых Бориса и Глеба, в 1071 году их мощи были торжественно перенесены в новую церковь, построенную князем Изяславом Ярославичем в Вышгороде, а в 1115 году состоялось ещё одно торжественное перенесение их мощей в каменную церковь, построенную в их честь.

### Отцы Церкви о почитании мощей

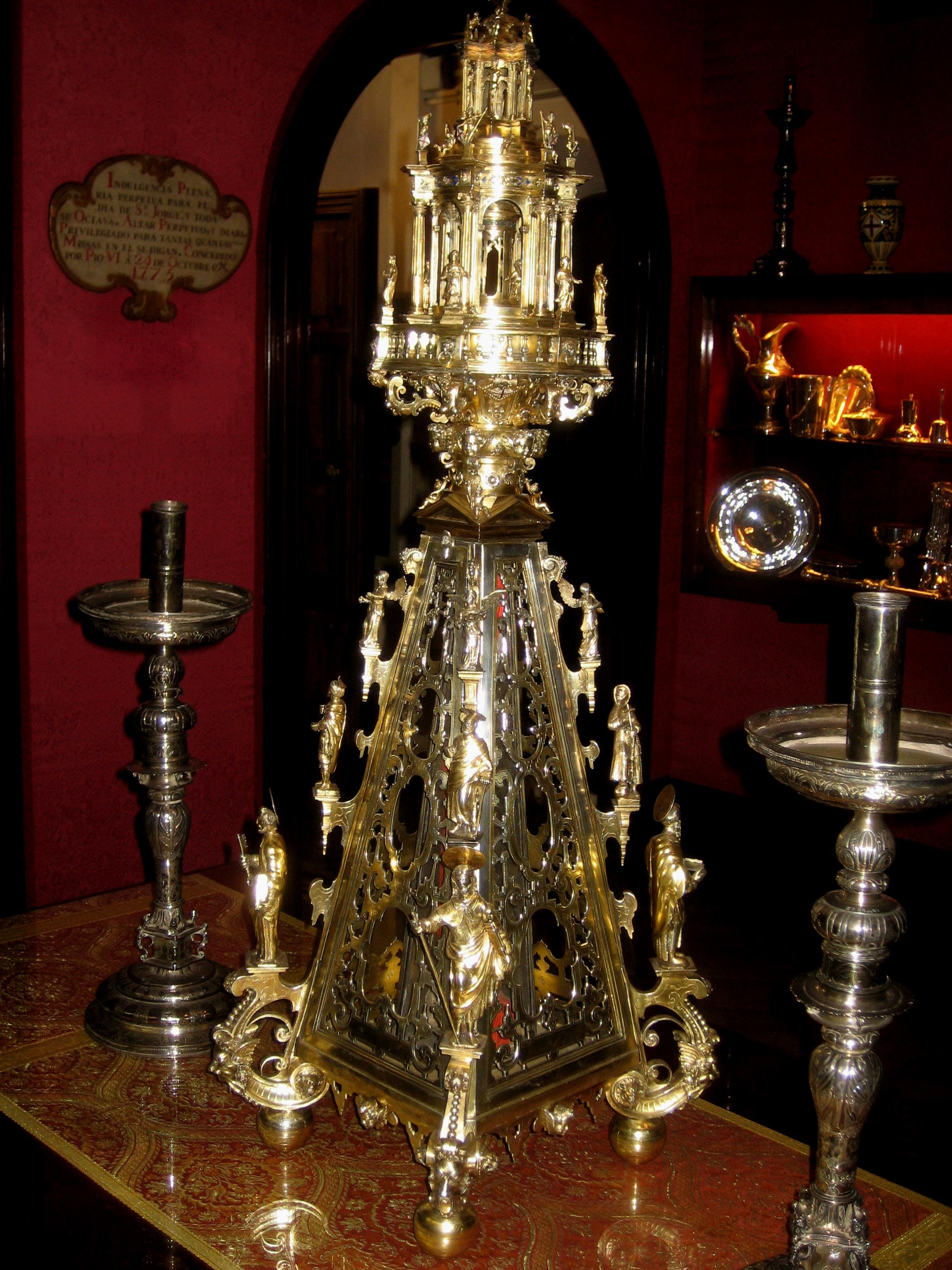
Реликварий с мощами Георгия Победоносца

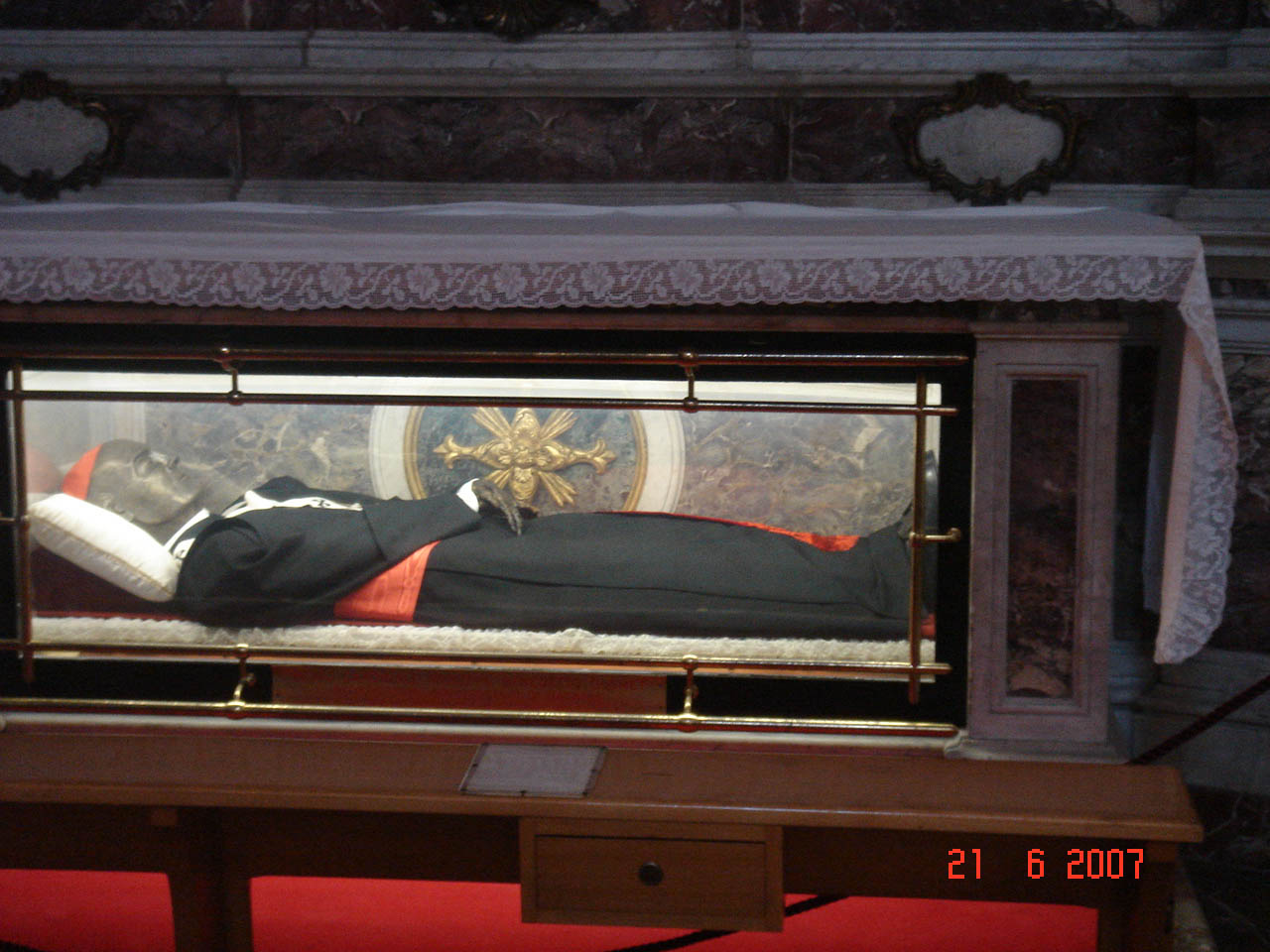
Мощи блаженного кардинала Дусмета в кафедральном соборе Катании

Многие Отцы Церкви (Ефрем Сирин, Кирилл Иерусалимский, Григорий Богослов, Иоанн Златоуст, Амвросий Медиоланский, Иероним Стридонский, Августин Блаженный, Кирилл Александрийский, Исидор Пелусиот, Геннадий Массилийский, Иоанн Дамаскин) в своих трудах изучали вопрос почитания мощей. Все их выводы основываются на учении Священного Писания о высоком предназначении христианских тел, как храмов Святого Духа, а также на общей уверенности в святости тех, чьи мощи почитаются. Но более же всего — на чудесах, совершавшихся на глазах у всех, посредством мощей.
Особое значение придаётся чудесам, совершаемых от мощей. В V веке Исидор Пелусиот указывает, что в случае сомнений в том, что прах «мученических тел» почитается «ради любви мучеников к Богу» необходимо спросить «у тех, которые получили от них (мощей) исцеление, и дознай, в каких страданиях подают они врачевания. Тогда не только не будешь смеяться над тем, что делается, но, конечно, и сам поревнуешь исполняемому».
Григорий Богослов в IV веке в своём обличительном Слове на Юлиана Отступника пишет, что тела мучеников совершают все то, что совершали они сами при жизни:

Они (святые мученики) прогоняют демонов, врачуют болезни, являются, прорекают, сами тела их, когда к ним прикасаются и чтут их, столько же действуют как святые души их. Даже капли крови и всё, что носит на себе следы их страдания, также действительны, как их тела.

Иоанн Златоуст (IV век) указывает на то, что мощи являются напоминанием о подвигах святых и их вид должен призывать верующих к подражанию такой же жизни:

но Бог, человеколюбивый и дающий нам бесчисленные случаи ко спасению, вместе с прочими путями проложил нам и этот, достаточно призывающий нас к добродетели, оставив пока у нас мощи святых. И подлинно, после силы слова второе место занимают гробы святых в деле возбуждения взирающих на них душ к такой же ревности; и когда кто предстанет где-нибудь пред такой гробницей, он тотчас начинает ясно чувствовать её действие.

В VIII веке Иоанн Дамаскин в своём догматическом сочинении «Точное изложение православной веры» дал следующее обоснование почитания мощей:

через ум Бог обитал и в телах святых…Владыка Христос даровал нам мощи святых, как спасительные источники, которые источают многоразличные благодеяния и изливают миро благовония. И пусть никто не сомневается! … По Закону всякий, прикоснувшийся к мертвому, почитался нечистым; но святые не суть мертвые. Ибо после того, как Тот, кто есть сама жизнь и Виновник жизни, был причтен к мертвым, мы уже не называем мертвыми почивших в надежде воскресения и с верою в Него.

### Литургическое значение
Служение литургии на гробах мучеников имеет такую же давнюю традицию, как и почитание самих останков. На Востоке после окончания гонений на христиан многие храмы строили непосредственно над гробницами христианских мучеников. На Западе Liber Pontificalis приписывает Феликсу указ в 269 году, что литургии надлежит проводить на могилах мучеников («Hic constituit supra memorias martyrum missas celebrare»). В 419 году Карфагенский собор в 94-м правиле постановил, чтобы если храм построен, но при нём нет мощей мучеников, то такой храм вместе с алтарём должен быть разрушен (если возможно, то местным епископом). Окончательно почитание святых мощей было закреплено Седьмым Вселенским собором, определившим, что епископ, который освятит храм без мощей, подлежит извержению из сана (7-е правило). Собор сделал также распоряжение положить мощи во все существующие храмы, в которых их ранее не было: «да будет совершено в них положение мощей с обычною молитвою'».

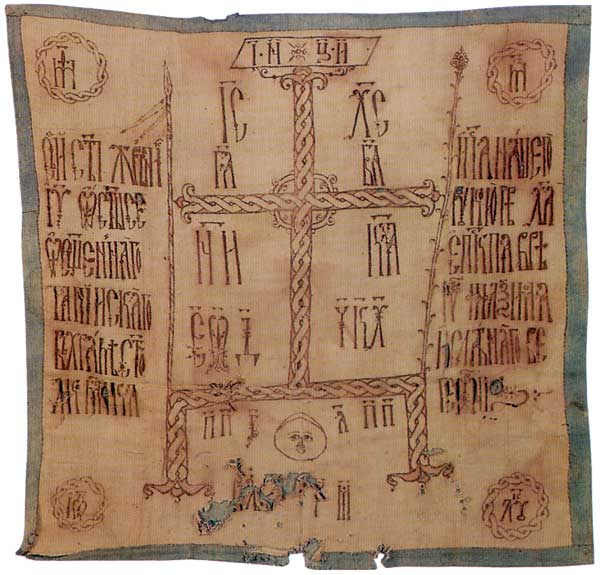
Сербский антиминс XVI века

В Православной церкви в каждом храме есть мощи святых, которые полагаются под престолом в особом ковчежце (если освящение храма осуществляет епископ) или вкладываются в антиминс (при освящении храма священником). По учению Церкви, преложение (пресуществление) хлеба и вина в истинное Тело и Кровь Спасителя происходит только на антиминсе, разложенном на престоле. При зашивании мощей в антиминс (или помещении их под престол) они помазываются миром, а священнослужитель читает следующую молитву: «Сам Владыко, благих податель сый, молитвами святых, их же благоволил еси положению мощей в сем честнем жертвеннице Твоем быти, сподоби нас неосужденно бескровную Тебе на нём приносити жертву». Текст этой молитвы основывается на следующих словах Иоанна Богослова: «я увидел под жертвенником души убиенных за слово Божие и за свидетельство, которое они имели» (Откр. 6:9).
В Католической церкви мощи также полагаются под престол (в латинском обряде он называется просто алтарём) при освящении храма. В латинском обряде не предусматривается использование антиминса для Евхаристии, в византийском обряде антиминс используется, так же, как в Православной церкви.

### Освящение воды мощами
Освящение воды или иной жидкости мощами для её последующего употребления, упоминаются в византийской агиографии с VII века. «Чин омыти мощи святых» появился из обычая омывать эксгумированные останки, впоследствии преобразовавшись в Древней Руси на практику погружения креста или мощей в воду, которую пили для исцеления от болезней. В средневековой Руси последование омовения мощей происходило как в виде регулярного чина, который мог совершаться в любое время и любом месте, так и виде особого действия, происходившего в соборных храмах один раз в год, в Великую пятницу. Чин омовения мощей был очень распространен на Руси до середины XVII века и имел скорее частный характер. Общецерковный чин омовения святых мощей сохранялся в Успенском соборе Московского Кремля, куда в Великую пятницу приносились мощи из Благовещенского собора Кремля, а также в Троице-Сергиевой лавре вплоть до 1917 года. Этот чин совершался и в Новгородском Софийском соборе.
Текст регулярного чина «омыти мощи святых или крест мочити» был переведён с греческого на славянский язык митрополитом Киевским и всея Руси Киприаном. Настоящий чин приведён в Большом Потребнике, издание которого от 1625 года описывает это богослужение следующим образом: на стол священник кладёт мощи, крест и сосуд с водой; после прочтения специальных молитв, водою омываются мощи, в эту же воду погружается крест; а затем воду, которой омыли мощи и в которую погружали крест, раздают верующим, чтобы они ею окроплялись и пили. Данное священнодействие является освящением воды при помощи мощей и креста.
Общецерковный чин омовения мощей в Великую пятницу записан в Чиновнике Московского Успенского собора под названием «Указ о звону и чину» в 1633 году, где установлено: «И потом мочит мощи святых в воде».
Существует письменное свидетельство архидьякона Павла Алеппского о чине омовения святых мощей в Великую пятницу в Успенском соборе Кремля, который, находясь в Москве в середине XVII века, принимал участие в этом обряде во время путешествия в Россию его отца Антиохийского патриарха Макария, подробно описав омываемые мощи: правая рука апостола Марка и пять его перстов, которыми он начертал св. Евангелие, рука апостола Андрея, локтевая часть руки святого архидиакона Стефана, части мощей апостола Прохора, правая рука Иоанна Златоуста, правая рука царя Константина Великого, правая рука мученика Феодора Тирона, глава Феодора Стратилата, глава Григория Богослова, глава мученика Евгения, глава мученика Христофора с лицом как у собаки, правая рука Феодосия Великого, нога преподобного Пимена, частицы мощей святых Киприана и Иустины, преподобномученика Лукиана, мученицы
Евгении.
Обычай омывать святые мощи в Великую пятницу, закреплён соборным постановлением по предложению царя Фёдора Алексеевича в 1681 году: «ради почести их, ради благолепия, для содержания святыни в чистоте, а также для получения священной воды, стекшей со святых нетленных останков».

### Использование мощей для врачевания в Московском государстве в XVI—XVII веках
Историк Церкви Н. Ф. Каптерев приводит свидетельства итальянского иезуита Антонио Поссевино и немецкого учёного Адама Олеария, посетивших Московское государство в конце XVI века и первой половине XVII века соответственно. Папский легат Поссевино писал о русских: «Больные почти не принимают никаких лекарств, если не считать водки, а также воды, в которую погружают мощи святых». Олеарий так описывает свои наблюдения: «Мощи или кости святых они опускают в воду или водку, которую дают пить больному». По мнению Каптерева, «наблюдения иностранцев в этом случае были вполне справедливы», поскольку книга «Домострой» наряду с прочими «средствами врачевания» указывает и такое: «Молебны пети и воды святити Честным Животворящим Крестом и со святых мощей и чудотворных икон и с чудотворных образов и маслом свящатися».
Историк Забелин И. Е. повествует о лечении Марии Хлоповой, наречённой невесты царя Михаила Фёдоровича, которой давали «пити воду святую с мощей, а имали крест (с мощами)». Объясняя такое врачевание тем, что докторская практика тогда считалась близкой к запрещённому знахарству и в частности, согласно «Домострою», болезни даются людям за их грехи, поэтому «человеческая помощь здесь ничего не значила», из-за чего народ с молитвой прибегал к чудотворной силе святой воды, освящённой крестом с мощами.
Освящённая мощами вода, применялась также для прекращения эпидемий. В 1522 году великий князь Василий III, узнав про «великое поветрие» в Пскове, повелел московскому митрополиту Даниилу освятить воду с мощей чудотворцев Петра и Алексия, отправив святую воду в Псков и Новгород. Так, московский митрополит Макарий, посылает освящённую мощами воду для уничтожения заразных болезней в Водскую пятину и в Свияжск, а антиохийским патриархом Макарием святится вода с мощей для искоренения заразы в Коломне. Кроме того, подобные молебенные службы с освящением воды мощами для исцеления от болезней проходили при царе Алексее Михайловиче в 1646 году в Хотмышске и в 1647 году в городе Карпове, в 1649 году в Курске.

### Формы хранения

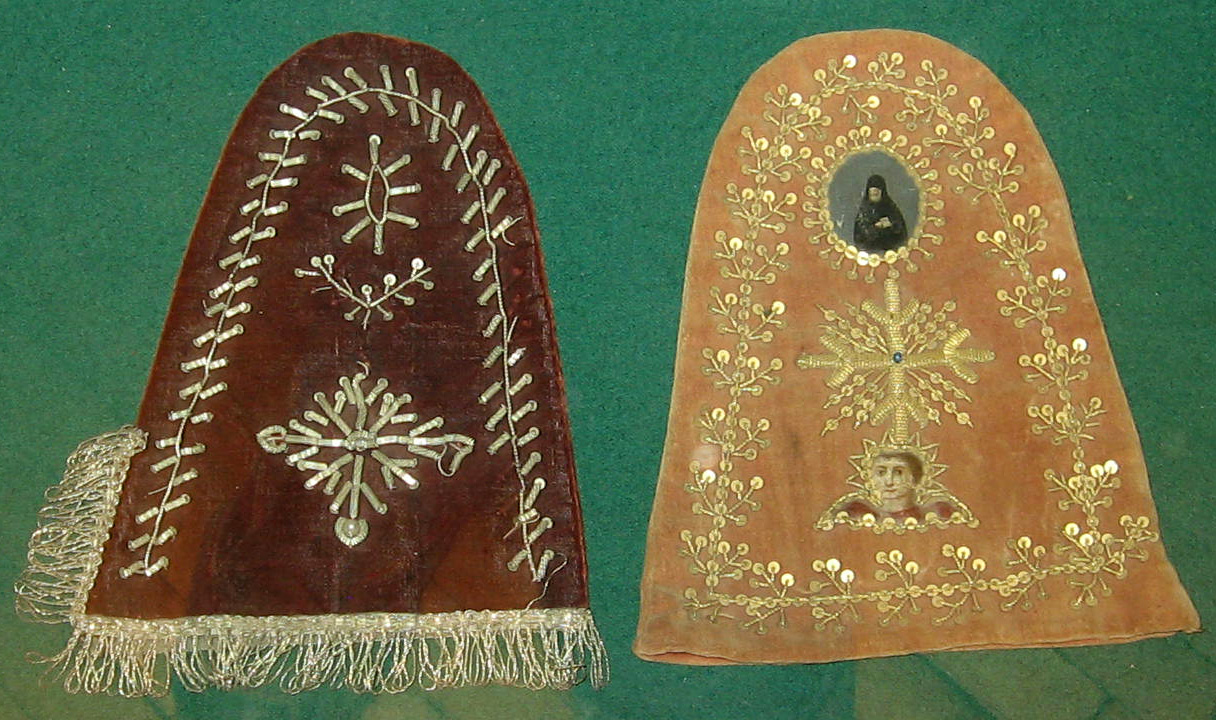
Рукавички для хранения мощей, XIX век

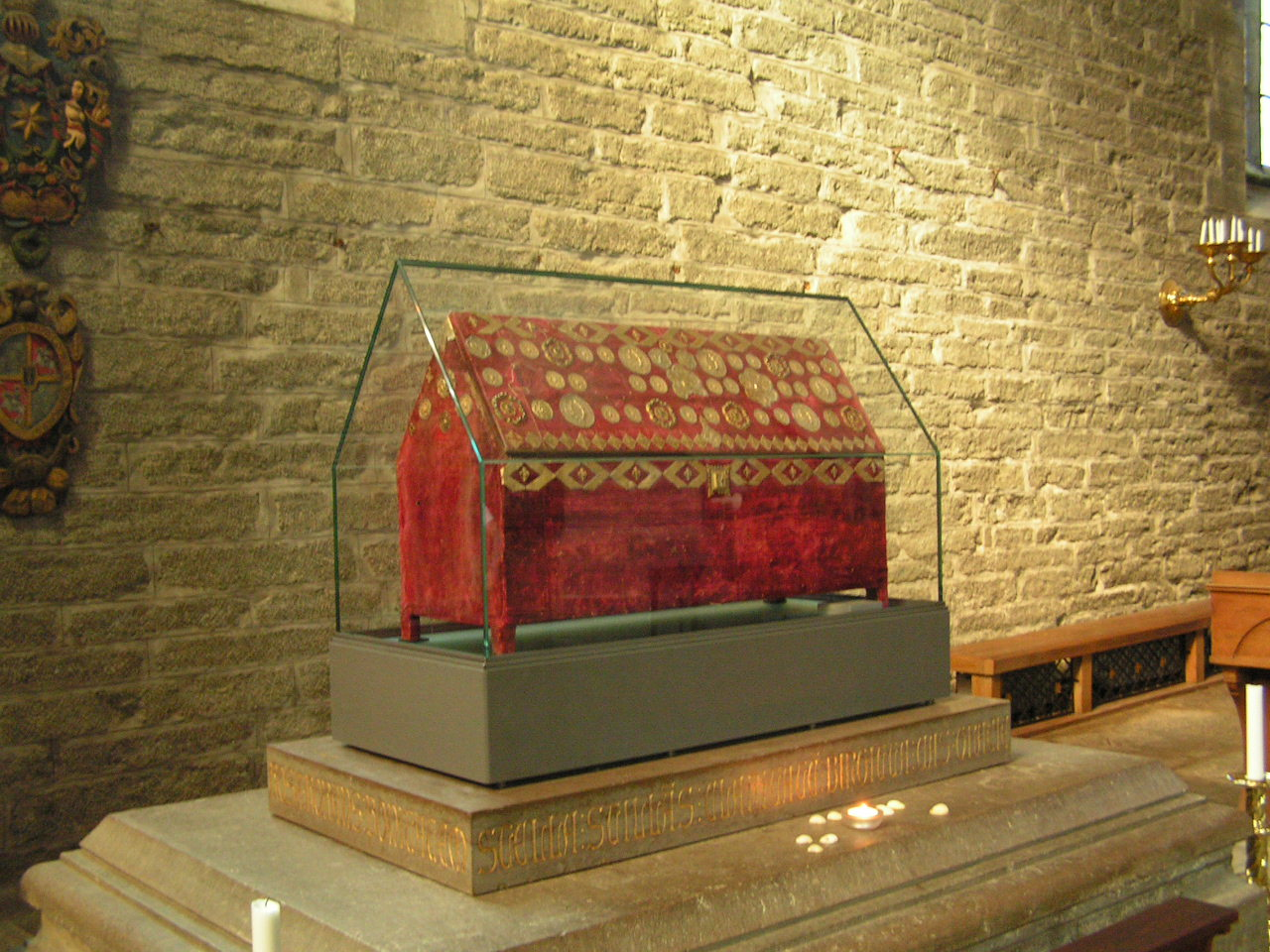
Рака святой Бригитты Шведской

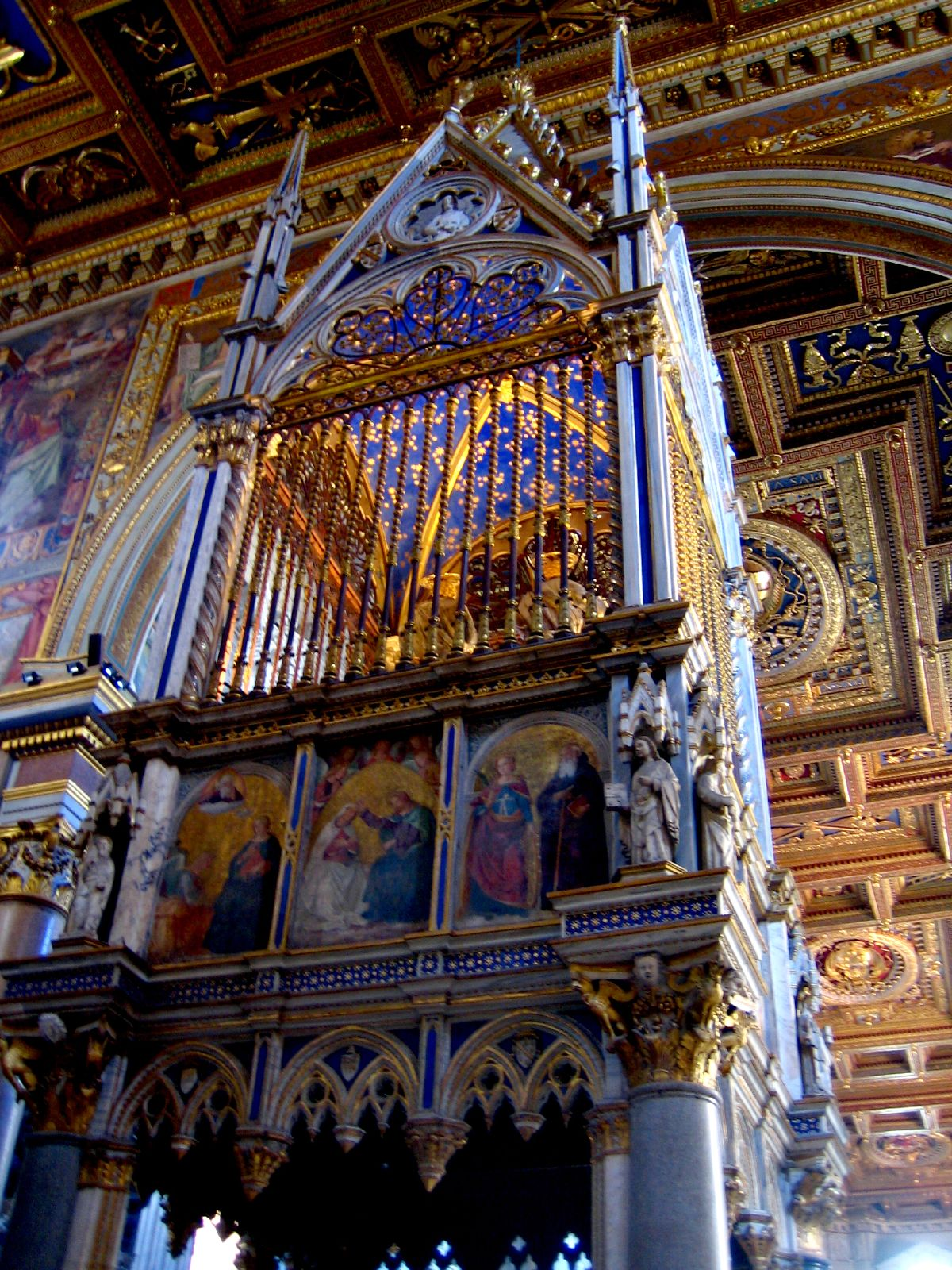
Табернакль из Латеранской базилики с главами апостолов Петра и Павла

Ковчежец — небольшой ящик, куда могут помещаться как частицы мощей одного святого, так и одновременно нескольких святых. Мощи в ковчежце устанавливаются под престолом православного храма, когда его освящает епископ. В ковчежец наряду с мощами могут помещаться и другие реликвии, связанные с жизнью святого (одежда, частицы гроба). Ковчежецы часто выполняется из драгоценных металлов, некоторые из них являются значимыми предметами ювелирного искусства (например, Ковчег Дионисия). Ковчежцы с особо почитаемыми святынями переносятся священнослужителями на голове.
Рака — металлический или деревянный гроб, куда помещаются мощи. В случае, когда мощи в раке открывают для поклонения, то они облачаются в одежду согласно статусу святого. Раки могут изготавливаться из драгоценных металлов, украшаться литьём (резьбой) и драгоценными камнями (например, Рака Александра Невского, хранящаяся в Эрмитаже). Над раками может возводиться сень (балдахин). В день памяти святого мощи в раках могут торжественно выноситься из храма и участвовать в крестном ходе.
«Под спудом» — форма хранения мощей в глухо запечатанных раках, когда они не открываются для поклонения. В древности на мощах «под спудом» строились храмы.
Мощевики — могут быть различной формы, часто в небольших мощевиках частица мощей святого помещается в его икону. К мощевикам относятся энколпионы и наперсные кресты, с вложенными в них частицами мощей. При положении частицы мощей в мощевик она заливается воскоматикой, предохраняющей её от выпадения или повреждения. К примеру крупного мощевика можно отнести Кийский крест патриарха Никона.
Реликварий — вместилище, характерное для Западной Европы, но встречавшееся в Византии и Древней Руси. Мог принимать самый различный вид: начиная с маленьких сосудиков и кончая крупными ларями. Одной из формой реликвария является табернакль.
Мощи помещались и в мелкие предметы декоративно-прикладного искусства: например, у некоторых архиереев в панагию, крест или перстень вложена частица мощей того или иного святого. Святые реликвии усиливали в глазах средневековых людей эффективность оружия. К примеру, рукоять Дюрандаля — меча эпического героя Роланда, также была мощехранилищем. Она вмещала, как гласит «Песнь о Роланде», кровь святого Василия, нетленный зуб святого Петра, волосы Дионисия Парижского, божия человека, обрывок ризы Девы Марии. После того как рыцарь погиб, его сюзерен бросил лезвие меча в реку, чтобы оно не досталось больше никому, а вот рукоять забрал с собой.
В странах Западной Европы для хранения мощей и других церковных ценностей устраивают церковные сокровищницы.

### Разделение
Разделение мощей изначально было вызвано необходимостью их положения в новые храмы для совершения на них литургии. Практика отделения от мощей частиц была уже развитой к V веку.
Блаженный Феодорит Кирский в речи о мучениках пишет, что при отделении частиц от мощей мучеников благодать Божия не уменьшается, и частица мощей имеет ту же силу, что и целые мощи.

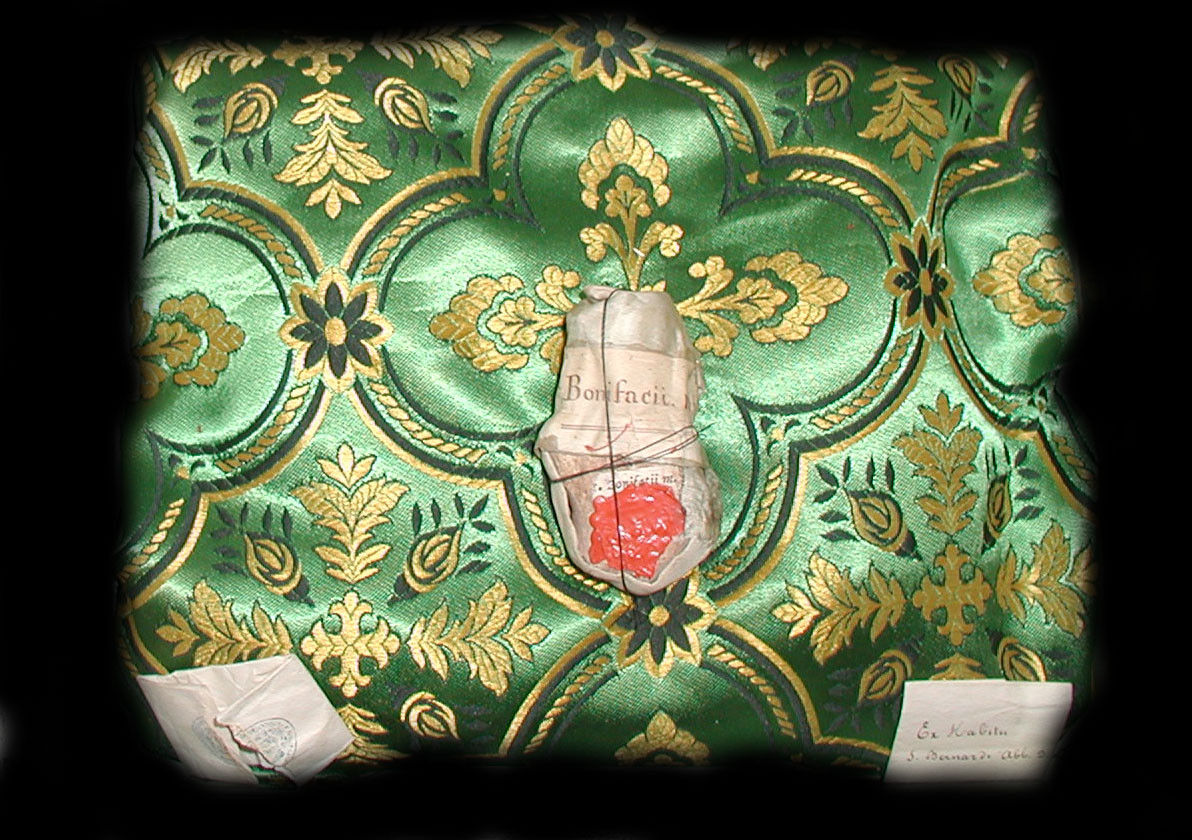
Частица мощей святого Бонифация

Иоанн Златоуст так писал о разделении мощей на части:

Святые мощи — неисчерпаемые сокровища и несравненно выше земных сокровищ именно потому, что сии разделяются на многие части и чрез разделение уменьшаются; а те от разделения на части не только не уменьшаются, но ещё более являют своё богатство: таково свойство вещей духовных, что чрез раздаяние они возрастают и чрез разделение умножаются.

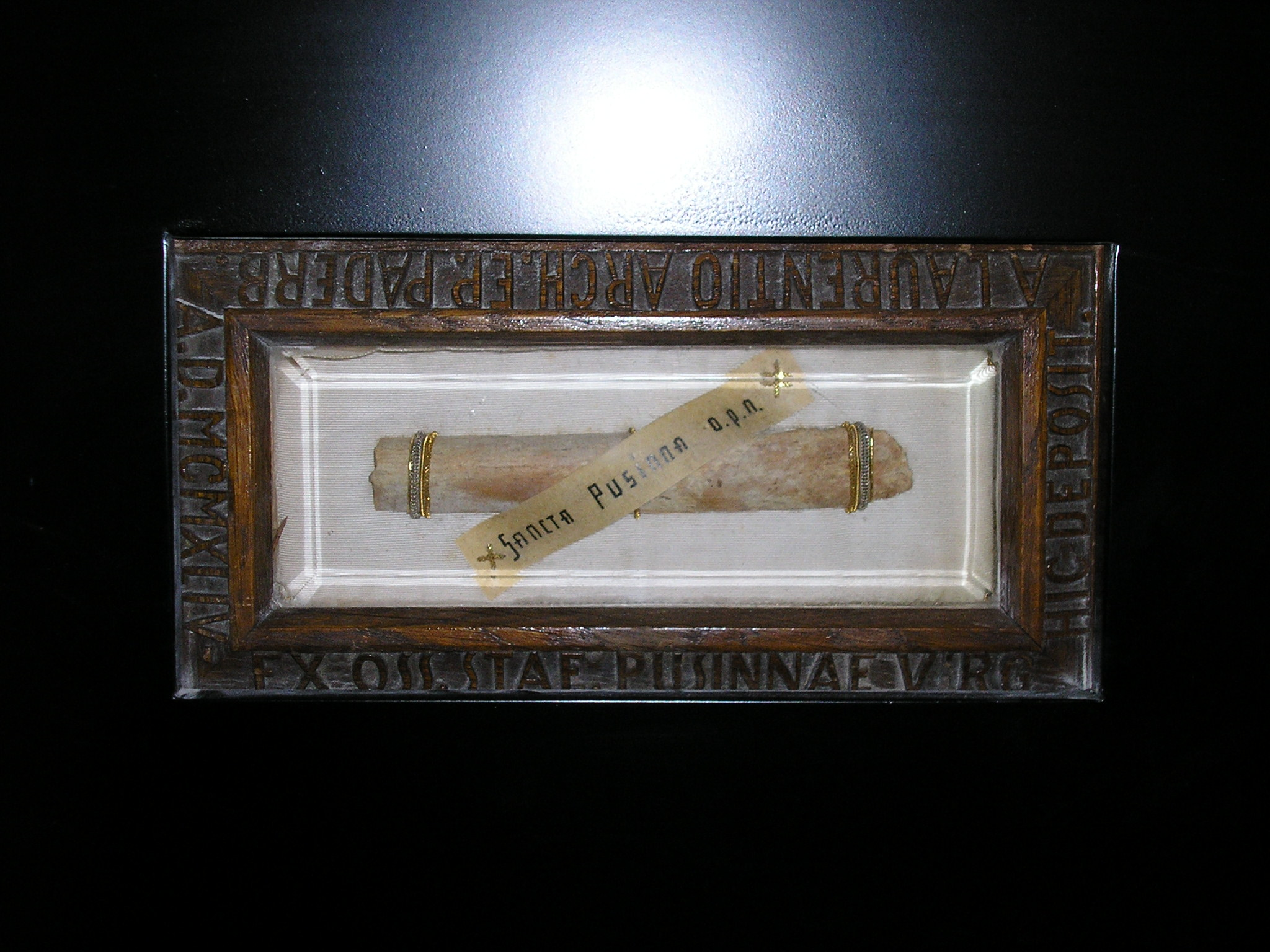
Частица мощей святой Пусинны

Тем не менее, разделение мощей привело к появлению большого числа фальсифицированных реликвий. Например, десницу Иоанна Крестителя показывают сразу в Черногории, Турции и коптском монастыре святого Макария.
В западной церкви восточный обычай разделения мощей не был распространён до VIII века. Причиной его внедрения в церковную жизнь стало ограждение мощей от разграбления варварами. Так в Риме впервые гробы с мощами мучеников были открыты и мощи внесены внутрь городских стен в 537 году при осаде города Витигесом.
С обычаем разделения мощей были согласны не все священнослужители: после смерти св. Франциска Ассизского его ближайшие последователи и друзья францисканцы похоронили его в крипте в нижнем ярусе церкви в Ассизи, замуровав вход, чтобы воспрепятствовать разделению тела своего друга и распространению его останков по Европе. Эта крипта была обнаружена только 400 лет спустя, в 1818 году.

## Критика почитания

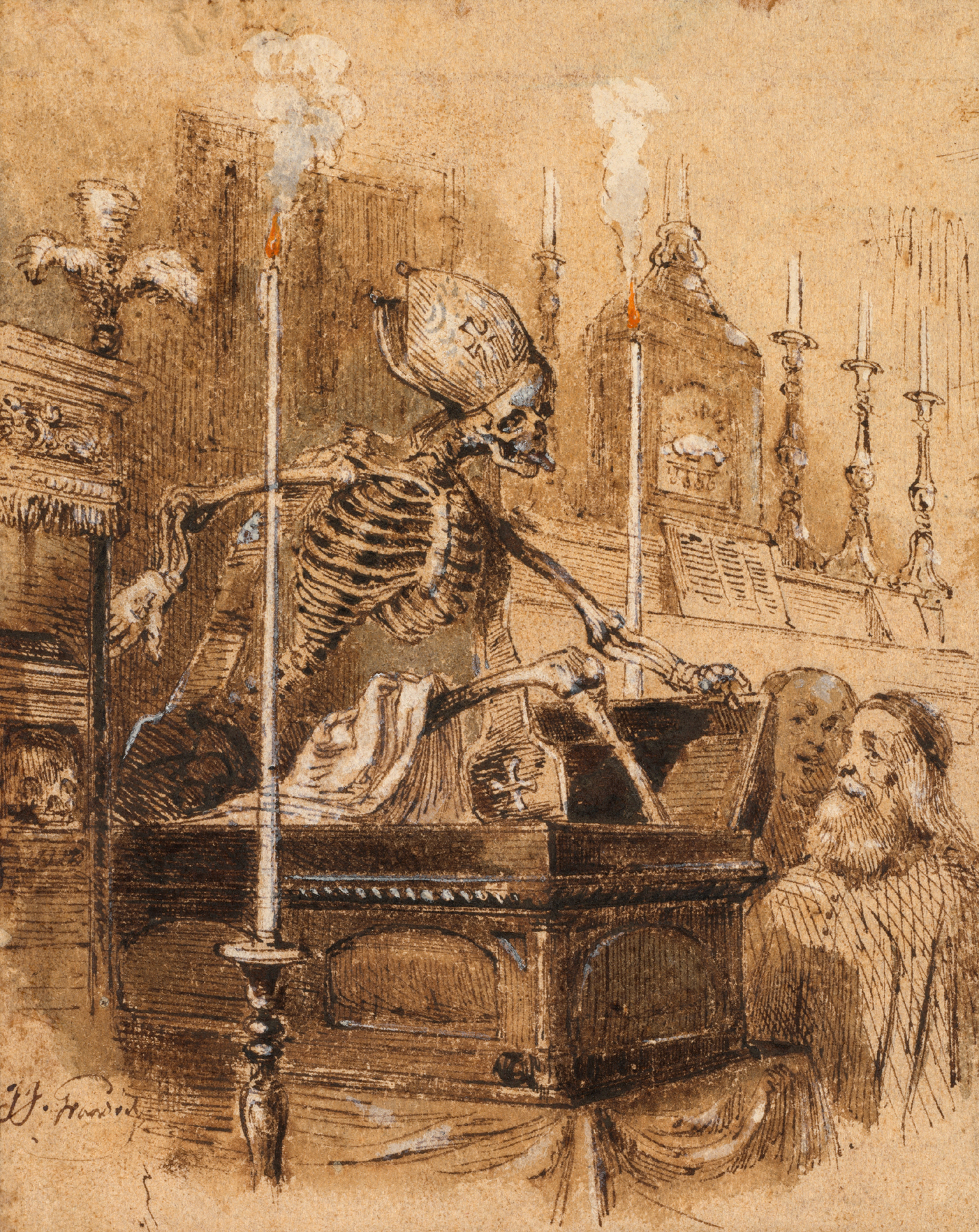
«Реликвии», Жан Гранвиль, около 1835

Почитание мощей среди христиан отрицается протестантами. Почитание мощей отрицалось также в движениях толстовцев и богомилов.
Существует точка зрения (свойственная, в частности, сторонникам материализма), что сведения о чудесах, совершенных мощами, которые могли быть ложными, или какие-либо сообщения об исцелениях и т. п., следует рассматривать в том же русле критики, что и всю концепцию религиозного культа.
Доктор медицинских наук, профессор Е. Х. Баринов считал:
Истоки поклонения мощам, являющимся, по сути, амулетами, восходят к язычеству, к представлениям о чудесных свойствах мумифицированных тел.

### Фальсификации
Засвидетельствованы случаи большого количества мощей одного и того же святого, упоминаются случаи и фальсификации останков. По мнению французского историка Марка Блока, поддельные мощи начали изымать почти с тех самых пор, как появился культ мощей.

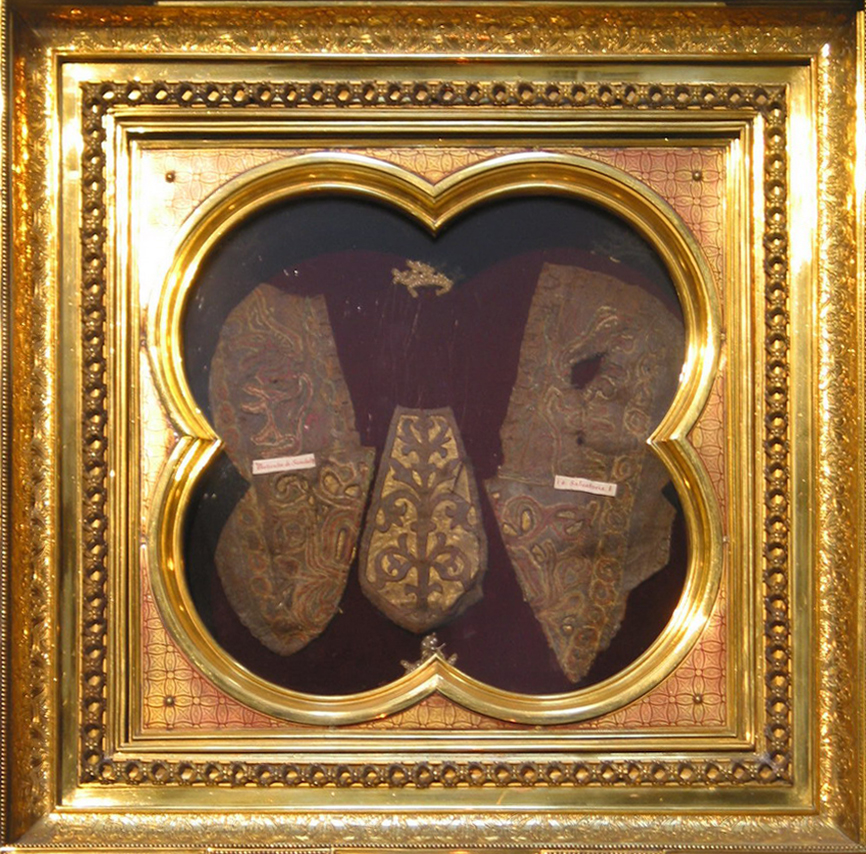
Сандалии Иисуса Христа, находящиеся в Прюмском аббатстве

Наиболее раннее критическое осмысление истории и практики почитания мощей изложено в начале XII века в написанном Гвибертом Ножанским богословско-дидактическом сочинении «О святых и их поручительстве» (лат. «De sanctis et pigneribus eorum»). Поводом для этого стал спор о мощах в монастыре Сен-Медар в Суасоне. Монахи утверждали, что в обители хранится молочный зуб Спасителя; в ответ Гвиберт Ножанский объяснял, почему воскресший во плоти и вознёсшийся на небеса Спаситель не мог оставить на земле даже малую частицу своего тела, ни пуповину, ни крайнюю плоть; однако в средние века нередко данные предметы были объектами почитания. Гвиберт называет несколько примеров фальшивых святынь, в том числе череп Иоанна Предтечи, на которых одновременно претендовали Анже и Константинополь. Несколько глав сочинения Гвиберта посвящено перечислению реликвий, которые автор считает несомненно фальшивыми.
Одновременно с подлинными вещами, связанными с именами святых, в христианстве было создано и хранилось в храмах и монастырях многочисленные фальсифицированные реликвии как сами тела святых, так и предметы связанные с их именами. Реликвиями, в том числе поддельными, бойко торговали как на Западе, так и на Востоке. Богатые правители, храмы и монастыри с удовольствием покупали реликвии у торговцев или принимали в дар от других правителей. Особенно усилился поток продаваемых реликвий на Запад после Крестовых походов. Поместные соборы неоднократно высказывались против торговли поддельными реликвиями, но эти меры мало помогали. Реликвии продолжали подделывать, поделки продавали и активно покупали; после чего сфальсифицированные реликвии богато украшались золотом, серебром, драгоценными камнями; а затем выставлялись в храмах и монастырях и становились объектами паломнических путешествий и массовых поклонений верующих, которые считали их подлинными реликвиями. На протяжении 1500 лет число реликвий в христианских церквах стало огромное число, а отличить подлинные от фальсификатов практически не было никакой возможности, поскольку и те и другие находились в храмах на протяжении веков и являлись объектами для поклонения.

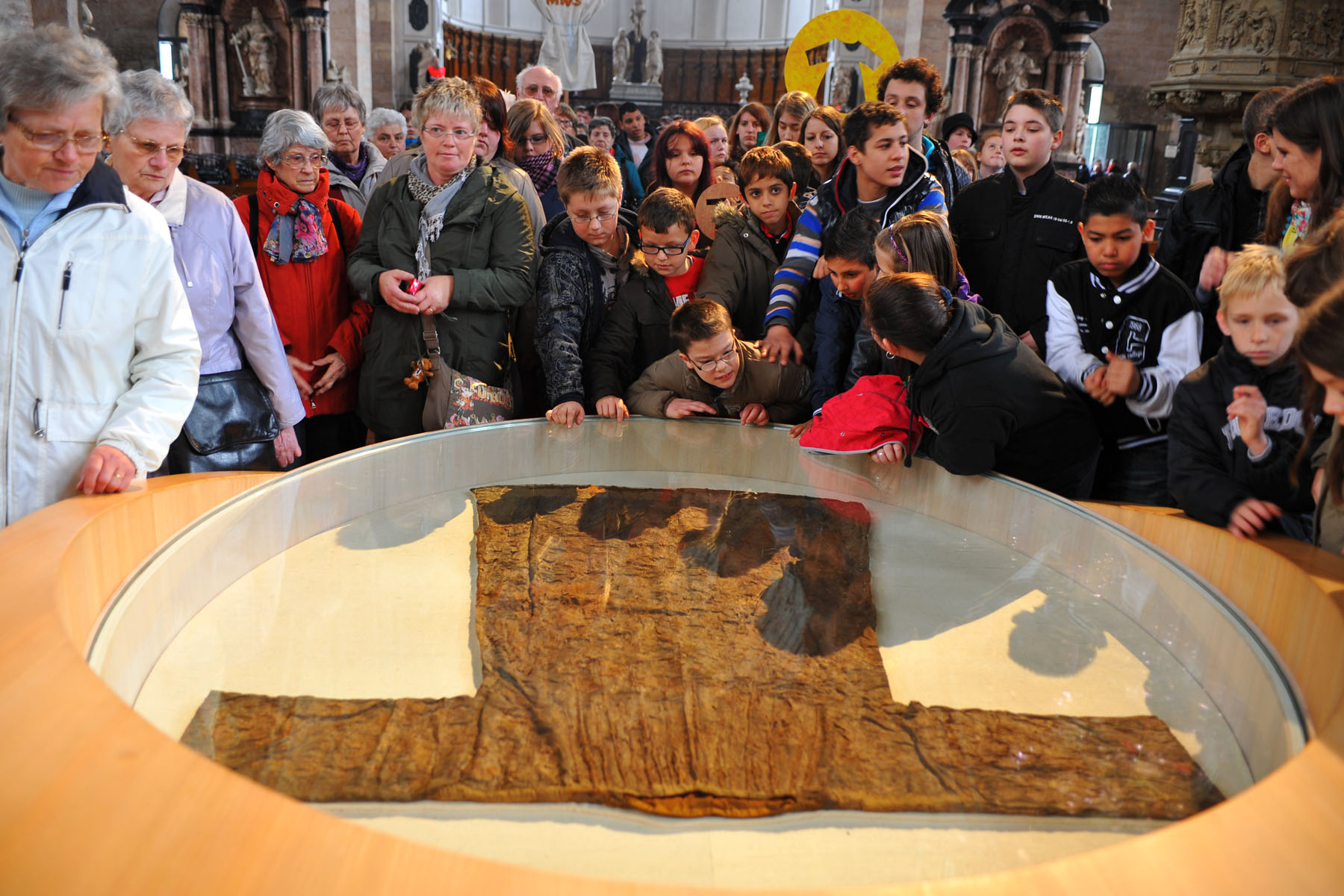
Паломники в Трирском соборе перед ризой Господней (Апрель 2012 год).

Огромное значение в истории Реформации для протестантов, а затем широкое распространение имело богословское сочинение Жана Кальвина «Трактат о реликвиях», написанное в 1543 году на французском языке и посвящённое подлинности многих христианских реликвий, находящихся в храмах и монастырях Западной церкви; в данном сочинении Кальвин как подвергает жёсткой критике подлинность самих реликвий, так и выдвигает идею полного отказа от поклонения реликвиям. Кальвин подвергает сомнению в подлинности, а затем высмеивает в своём сочинении многие реликвии, такие как обрезанная часть крайней плоти Иисуса Христа, в двух экземплярах; огромное количество молока Богородицы; кровь Христа, собранная при Кресте; рубашка очень больших размеров, два гребня, кольцо, тапочки, волосы Богородицы; меч и щит Архангела Михаила; указательный перст правой руки Иоанна Предтечи, в шести экземплярах; 14 гвоздей Креста Господня; 4 копья Лонгина; огромное количество частей Тернового венца, из которых можно собрать более четырёх венцов; огромное количество частей Креста Господня, из которых можно сделать большой корабль и т. п. Кальвин обращает внимание на большие странности, связанные с мощами святых: целиковое тело одного и того же святого, например, праведного Лазаря в трёх экземплярах; Марии Магдалины, апостола Матфея, апостола Фомы, апостола Варфоломея в двух экземплярах. Помимо целиковых тел, ещё были объектами поклонения и отдельные части тел, тех же самых вышеназванных святых и т. п. Вышеупомянутые факты приводят к тому, что все без исключения реликвии Кальвин называет хламом, мусором; а поклонение им суеверием и идолопоклонством. В конце своего сочинения Кальвин делает вывод и предостережение для читателей: 
Так обстоит дело с реликвиями; тут всё так туманно и запутанно, что нельзя было бы почитать кости того или иного мученика без того, чтобы не рисковать поклониться костям какого-либо разбойника или грабителя, или, скорее того, осла, или лошади, или собаки.
Нельзя почитать кольцо Богородицы или её гребень, чтобы не рисковать поклониться украшениям какой-нибудь распутницы. Потому, кто пожелает тот остерегается этой опасности, потому что никто отныне не будет вправе ссылаться на своё незнание.
Книга Кальвина нанесла ощутимый удар по культу мощей, в результате чего протестанты полностью отказались как от почитания мощей, так и от почитания контактных реликвий.

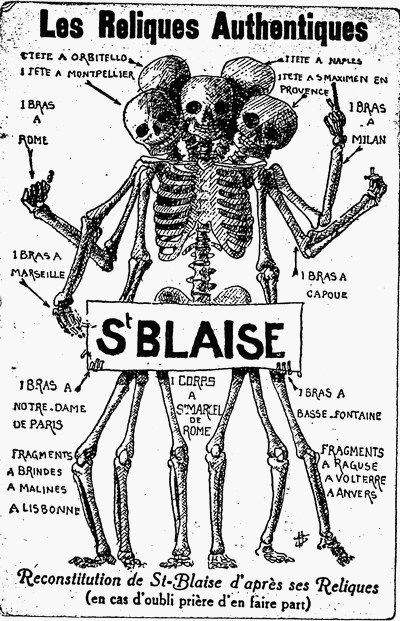
Французская открытка конца XIX — начала XX века, наглядная критика почитания мощей. На одном изображении помещены все части мощей Власия, которые находятся в разных городах

Используя книгу Кальвина и пользуясь иными источниками, в 1821—1822 годах Коллен де Планси издал в трёх томах книгу «Критический словарь реликвий и чудотворных образов»(фр. «Dictionnaire critique des reliques et des images miraculeuses»).
В данном сочинении в алфавитном порядке помещены имена святых. В каждой словарной статье, посвящённой тому или иному святому, рассказывается, сколько тел одного и того же святого (2—3—4) имеется в различных храмах. В статьях «Иисус Христос» и «Мария Дева» перечислены реликвии, находящиеся в различных монастырях и храмах и связанные с именами Христа и Богородицы.
В 1919 году был издан циркуляр Народного комиссариата юстиции РСФСР, заявлявший о неоднократных фальсификациях мощей церковниками.

### Злоупотребления в России и постановления против них
В Россию значительное число мощей было привезено греческим духовенством в XVII веке. В их числе были подделки. В Русской православной церкви факт тленности мощей был использован как один из аргументов при деканонизации княгини Анны Кашинской в 1677 году: при осмотре было установлено, что мощи святой в разных местах истлели и разрушились, а в житии было трижды написано, будто они непричастны тлению. Однако, несмотря на это, её почитание как святой было восстановлено в 1909 году.
В истории Русской церкви известно ряд церковных постановлений против злоупотреблений, связанных с мощами. В 1666 году Большой Московский собор принял постановление:
«Нетленных телес, обретающихся в нынешнем времени, да не дерзаете кроме достоверного свидетельства и соборного повеления во святых (во святыя) почитати: зане обретаются многая телеса цела и нетленна не от святости, но яко отлученна и под клятвою архиерейскою и иерейскою суще умроша, или за преступление божественных и священных правил и закона цели и неразрешимы бывают; а кого во святых (во святыя) хощете почитати, о таковых обретающихся телесех достоит всячески испытати (испытовати) и свидетельствовати достоверными свидетьльствы пред великим и совершенным собором архиерейским» (Деяния 1666–1667 гг., л. 8–8 об. четвертой фолиации).
Это решение было связано с тем, что тела отдельных покойников хоронили на небольшой глубине, около пол аршина (~ 35 сантиметров); после того как промороженная земля весной оттаивала, грунтовые воды выталкивали гроб на поверхность. Местные священники или монахи, пользуясь тем, что отдельные тела в гробах оказывались более или менее целые, объявляли эти тела святыми мощами, а затем служили над ними панихиды или молебны, таким образом получая доход. Тела таких «не свидетельствованных» [Собором] людей запретил почитать как святые мощи Большой Московский собор.
Пётр I принимал ряд мер по пресечению злоупотреблений отдельных клириков. Так его Духовный Регламент 1721 года предписывал духовенству:
 О мощах святых, где какия явятся быть сумнительныя, розыскивать: много бо и о сем наплутано. На пример, предлагаются чуждыя некия: Святаго первомученика Стефана тело лежит и в Венеции на предградии, в монастыре Бенедиктинском, в церкви святаго Георгия, и в Риме в загородной церкви святаго Лаврентия; тако ж много гвоздей креста Господня, и много млека Пресвятыя Богородицы по Италии, и иных сим подобных без числа. Смотреть же, нет ли и у Нас такого безделия?
Святейший Синод в своих указах за 1722—1744 гг. неоднократно затрагивал вопрос о подложных мощах.
Эта же мысль была изложена в 1721 году в восьмом пункте второй части Духовного Регламента: «Смотрети же должен Епископ … о телесах мертвых несвидетельствованных». Этот же запрет был подтверждён указом Святейшего синода 25 ноября 1737 года о пресечении суеверий: «всемерно испытно наблюдали, мертвых не свидетельствованных телес не разглашают ли (подразумевается: где) к почитанию их за мощи истинных святых».
В 1737 году вышел указ Святейшего синода о том, чтобы на все тела «не свидетельствованных» людей, которые стояли в церквях как святые мощи, правящие архиереи в каждой епархии должны были предоставить справки с изложением чудес, которые происходили от них. Е. Е. Голубинский считает, что с большой долей вероятности, что до издания этого указа, мёртвых не освидетельствованных тел, несмотря на вышеизложенные постановления, было в России более или менее значительное количество и что только этот указ заставил почти все эти тела закопать в землю.
Другим злоупотреблением было следующее: в отдельных церквях и монастырях ставили гробы, а в них вместо мощей святого (мощи которого ещё не были обретены) клали резные и издолблённые колоды, сверху эти гробы накрывали покровами. Всё это делалось ради памяти о святости того или иного человека; несведомые люди, особенно простолюдины, со страхом и благоговением подходили к таким гробам кланялись и целовали их, думая, что в них находятся действительно святые мощи. Против сооружения таких гробниц был издан указ Синода 15 марта 1722 года.
Примером документального свидетельства является отчёт наркомата юстиции РСФСР 1920 года VIII-му Всероссийскому Съезду Советов о вскрытии мощей. В данном отчёте, сообщающем о вскрытиях и исследованиях гробниц в 1918—1920 годах, не было указано ни одного нетленного тела. В отчёте сообщалось, что были обнаружены, в основном, кости, иногда истлевшие; мумифицированные (редко), чаще — полностью истлевшие тела; различные приспособления, предназначенные для имитации вида тела; матерчатая, металлическая и восковая куклы; множество посторонних предметов. Часть гробниц была пуста. При этом при вскрытии гробницы с мощами князя Глеба Владимирского в феврале 1919 года в протоколе осмотра была засвидетельствована исключительно хорошая сохранность его мощей.

### Вскрытие мощей в РСФСР

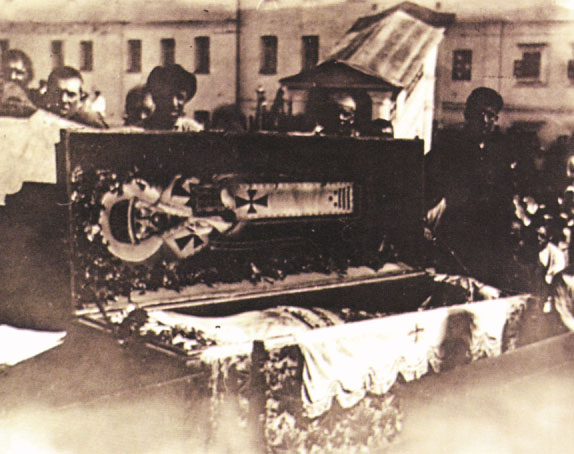
Вскрытие мощей святителя Германа Казанского

Массовое вскрытие мощей началось, по мнению советского историка Плаксина, случайно. 22 октября 1918 года в связи с осуществлением Декрета об отделении церкви от государства и школы от церкви, при приёме на учёт богослужебного имущества Александро-Свирского монастыря в Олонецкой губернии, была вскрыта рака с мощами Александра Свирского. Согласно сообщению в журнале «Революция и церковь» («отчёт VIII-го отдела Народного комиссариата юстиции РСФСР Съезду Советов»), «в литой раке, весящей более 20 пудов серебра, вместо „нетленных“ мощей Александра Свирского была обнаружена восковая кукла». 20 декабря этого же года мощи были вывезены из Александро-Свирского монастыря.
Согласно Отчету VIII отдела Народного комиссариата юстиции Съезду Советов, Большой советской энциклопедии и советскому историку Плаксину, весть о находке в Александро-Свирском монастыре, переданное коммунистической прессой во все, даже отдаленные углы Советской России, вызвало крайнее смущение, как среди церковнослужителей, так и среди простого населения. Поэтому в многолюдных собраниях резолютивным путем трудящиеся стали требовать освидетельствования всех мощей. После чего начались вскрытия мощей по всей стране. По мнению Плаксина, вскрывая мощи советская власть стремилась покончить с одним из церковных обманов и ни в малейшей степени не старалась затронуть религиозные чувства верующих. Руководитель антирелигиозной политики в СССР Емельян Ярославский писал в эти дни: «Не ради насмешки устанавливает Советская власть истину, не ради насмешек открывает она вековой обман монахов».
Кампания по вскрытию мощей имела пропагандистский характер и шла в русле декрета от 23 января 1918 года «Об отделении церкви от государства и школы от церкви», для проведения которого в жизнь был создан Ликвидационный V (позже VIII) отдел Народного комиссариата юстиции РСФСР (Наркомюст) во главе с Петром Красиковым. Для освещения деятельности комиссариата был основан журнал «Революция и церковь» по инициативе Красикова и автора проекта декрета Михаила Галкина. Пик кампании пришёлся на 1919—1920 годы, хотя отдельные эпизоды имели место и в 1930-е годы.
16 февраля 1919 года коллегия Наркомюста приняла постановление об организации вскрытия мощей святых на территории России, был определён «порядок их инспекции и конфискации государственными органами». Вскрытие мощей (снятие с них покровов и облачений) осуществляли священнослужители в присутствии медицинских экспертов, представителей местных органов советской власти, Наркомюста. По итогам вскрытия предписывалось составлять акт. После вскрытия и осмотра мощей медицинские эксперты, сами священнослужители и представители власти подписывали акты о внешнем виде мощей и их сохранности. Вскрытие мощей сопровождалось фото- и киносъёмкой.

Эти акции были расценены как действенное средство антирелигиозной пропаганды и получили полное одобрение государственных органов. Вскрытие некоторых мощей выявило малоприятный для Церкви факт «дополнения» недостающих костных останков святого вспомогательными материалами — воском, ватой и т. д. На этот шаг церковнослужителей XVIII—XIX веков побуждало неправильное понимание самого термина «нетленные мощи» как именно полностью сохранившегося, избегнувшего тления тела.

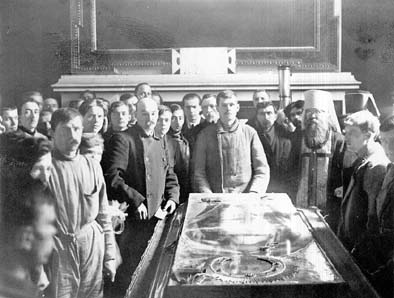
Вскрытие мощей святого Александра Невского

О состоянии верующих после вскрытий мощей писал В. Д. Бонч-Бруевич следующее:

Когда народ пожелал познать свои собственные святыни, когда он своими дерзкими руками прикоснулся к тому, что каста жрецов для обмана темных людей запрещала касаться, освящая эти никому не нужные предметы какой-то святостью, неприкосновенностью, тогда народ увидал сам, что его обманывают и обманывали нагло, издеваясь над ним, подделывая мощи самым грубым, я бы сказал, кощунственным образом; и те, кто подделывали, знали прекрасно, что они обманывают народ, но они продолжали стоять у этих святынь, кадить, читать молебны и акафисты, и обманывали, обманывали на каждом шагу. Теперь, когда это раскрылось, народ в громадных массах отхлынул от этих святынь и от тех обманщиков, которые стояли на страже этих святынь.

Из-за негативной реакции верующих, вызванной вскрытием первых мощей, опасаясь дальнейших разоблачений, 17 февраля 1919 года, патриарх Тихон издал указ «Об устранении поводов к глумлению и соблазну в отношении святых мощей», в котором поручал епархиальному духовенству удалить все внешние включения из рак-мощевиков:
с архипастырской заботливостью и рассуждением, устранить всякие поводы к соблазну в отношении святых мощей во всех тех случаях, когда и где это признано будет необходимым.
Началась чистка гробниц с мощами. Советская власть сочла данные запоздалые действия незаконными, видя в них попытку намеренной дискредитации проводимых народом мероприятий освидетельствования мощей. За проводимые подготовительные действия, по постановлению советского правительства, церковнослужителей стали привлекать к ответственности и предавать суду.
В журнале «Революция и церковь» освещалось вскрытие мощей, в частности: Тихона Задонского и Митрофана Воронежского, Сергия Радонежского, Гавриила Белостокского и т. д.
При вскрытии мощей преподобного Саввы Звенигородского возник конфликт из-за плевка со стороны одного из членов комиссии. Из-за скандала было возбуждено судебное дело, которое в январе 1920 года слушалось в Верховном трибунале как показательный процесс; к суду были привлечены несколько человек со стороны верующих, включая обер-прокурора Святейшего синода Александра Самарина и профессора Николая Кузнецова. Сторона верующих утверждала, что красноармеец совершил кощунство, плюнув на череп святого, и «нетленные мощи были в гробнице, но они „ушли“ от недостойных очей и рук кощунников»; а сторона комиссии утверждала, что он сплюнул на пол возмущённый обманом, когда вместо нетленных мощей увидел лишь кости. Трибунал, назвав Самарина и Кузнецова «сознательными вождями той идеологии, с которой пролетариат борется не на жизнь, а на смерть, беспощадно…» приговорил их к расстрелу, но так как накануне смертная казнь была отменена, то присудил 5 лет тюрьмы. Через год, в 1921 году они были освобождены.
Некоторые источники указывают, что 30 июля 1920 года Совет народных комиссаров РСФСР (СНК) принял постановление «О ликвидации мощей во всероссийском масштабе», имевшее целью «полностью ликвидировать варварский пережиток старины, каким является культ мёртвых тел». В других источниках датой указывается 20 июля. В «Собрании узаконений и распоряжений правительства за 1920 г.» подобные постановления отсутствуют.
25 августа 1920 года народный комиссар юстиции Дмитрий Курский подписал циркуляр или специальное постановление, в котором предлагал исполкомам местных советов:

1) ... последовательно и планомерно проводить полную ликвидацию мощей, избегая при этом всякой нерешительности и половинчатости...
2) Ликвидация названного культа мёртвых тел, кукол и т. п. осуществляется путём передачи их в музеи.
3) Во всех случаях обнаружения шарлатанства, фокусничества, фальсификаций и иных уголовных деяний, направленных к эксплуатации темноты ... — отделы юстиции возбуждают судебное преследование против всех виновных лиц, причем ведение следствия поручается следователям по важнейшим делам при отделах юстиции или Народном Комиссариате Юстиции и самое дело разбирается при условиях широкой гласности.
В конце 1920 года в журнале «Революция и церковь» был опубликован отчёт VIII (ликвидационного) отдела Наркомюста Съезду Советов со сводкой о вскрытий 63 мощей, произведённых в 1918—1920 годы. В 1922 году в журнале «Революция и церковь» был опубликован отчёт V (ликвидационного) отдела Наркомюста, в котором описаны ещё двое мощей, вскрытых в конце 1920 года и не вошедших в предыдущий отчет: в Белгороде — Иосафа Горленко и в Саровской пустыни — Серафима Саровского. 24 января 1921 года в Иркутске было произведено вскрытие мощей Иннокентия (Кульчицкого) (не вошедшее ни в один из отчетов журнала). 24 января 1921 года в Иркутске было произведено вскрытие мощей Иннокентия, в заключении акта комиссии было сказано, что мощи представляют собой натуральную мумию довольно хорошо сохранившуюся.
Судебно-медицинский эксперт, профессор П. С. Семеновский в 1920 году писал, что в большинстве случаев от трупов святых остались только черепа и крупные трубчатые кости, как вообще наиболее противостойкие гнилостному разрушению; лицевые кости, мелкие трубчатые и крупные пластинчатые кости совершенно истлели. В 12 случаях при вскрытии мощей обнаружены более или менее хорошо сохранившиеся мумифицированные трупы. В зависимости от давности происхождения этих мумий, условий их образования и хранения, — трупы-мумии представляли далеко неодинаковую картину. В некоторых случаях высохшая кожа сохранилась на значительной поверхности трупа, в других же она облекала только некоторые части трупа. Но на всех мумиях, на той или другой части туловища, кожа носит явные следы разрушения. Последнее наиболее резко выражено на задней поверхности трупа, где циркуляции воздуха при высыхании трупа не было и вследствие этого мягкие части трупа сгнили. Кроме того, на некоторых мумиях даже мелкие кости, например, ступней совершенно истлели. Мышцы, органы грудной и брюшной полостей или совершенно истлели или имели вид тонких сухих пластинок, или тяжей.
Академик АМН СССР врач Н. Семашко в 1922 году писал о мощах следующее:

Из всех способов затемнения народного сознания самым гнусным и возмутительным является, несомненно, спекуляция с трупными остатками, так называемыми «мощами». В противоположность другим религиозным заблуждениям, здесь мы имеем дело в громадном, подавляющем большинстве случаев с прямым, сознательным шарлатанством. Об этом вопиет каждая история не только открытых, но и неоткрытых (так сказать, забракованных) мощей.
В целях поддержания в народных массах суеверий, выгодных для богатых и духовенства, мумифицированные трупы использовываются под названием мощей и выдаются за нетленные остатки людей святой жизни.

Советский религиовед Крывелев И. А. писал, что в результате вскрытия рак с 63 мощами, ни в одной из них не было обнаружено никаких «нетленных» мощей. Было несколько случаев, когда во вскрытой гробнице обнаруживались почти целые мумифицированные трупы. Это могло бы дать церковнослужителям основание утверждать, что здесь как раз и подтверждается нетление соответствующего угодника; однако очень непригляден был вид почти черных мумий с присохшей к скелету кожей, тем более, что некоторые органы мумифицированных трупов все же оказывались сгнившими.
По поводу вскрытия мощей в РСФСР, доктор медицинских наук, член-корреспондент РАМН А. П. Громов писал, что «мумии нередко использовались служителями церкви в религиозных целях под видом “святых мощей”».
По мнению Кашеварова А. Н., выступлений против советской власти в связи с вскрытием и ликвидация мощей не было. Как подчеркивалось в Отчете VIII отдела Народного комиссариата юстиции в 1920 году, «осмотр мощей по городам советской России был произведен без каких-либо эксцессов и волнений на этой почве».
Максим Горький писал о реакции людей на вскрытие мощей следующее:
Когда провинциальные советы вскрывали «нетленные», высоко чтимые народом мощи, — народ отнесся и к этим актам совершенно равнодушно, с молчаливым, тупым любопытством. Вскрытие мощей производилось крайне бестактно и часто в очень грубых формах — с активным участием инородцев, иноверцев, с грубым издевательством над чувствами верующих в святость и чудотворную силу мощей. Но — и это не возбудило протестов со стороны людей, которые еще вчера преклонялись перед гробницами «чудотворцев».
На обновленческом «Всероссийском поместном священном соборе» 1923 года обсуждался вопрос об отношении к мощам и к их вскрытию. С докладом выступил протоиерей Александр Боярский:
В некоторых монастырях были также случаи, что монахи сначала находили «нетленные мощи», а потом уже придумывали, какому «угоднику» их приписать. Кроме того, церковь промышляла ещё на частицах мощей. Монахи и архиереи, князья церкви, стремясь побольше сорвать с доверчивых богомольцев, прибегали к самому грубому надувательству. Так, вместо нетленного тела Тихона Воронежского, оказался голый череп, увенчанный митрой, вместо грудной клетки — железный каркас, кости рук и ног обтянуты чулками. Кости Питирима Тамбовского, оказались залитыми воском. Сделано это было для того, чтобы получилось впечатление, будто в гробу действительно лежит человек. Для создания более удобной почвы для эксплуатации верующих сооружались драгоценные гробницы, в которые помещали несколько костей. Так, в раке Александра Невского, в Петрограде, было  найдено 12 небольших костей разного цвета (значит от разных мощей). К тому же в раке оказалось 2 одинаковые кости одной правой ноги. Небезызвестный Антоний Храповицкий соорудил в Житомире для головы мученицы Анастасии целую раку, обошедшуюся 260 зол. рублей.

В разных храмах церковники показывают большое количество от мощей Авраама, Исаака, Иакова, избиенных вифлеемских младенцев, всех апостолов, волосы Христа, млеко Богородицы и т. д.
Доклад о мощах был одобрен собором, а после него было принято следующее:
1. Мощами по учению Св. Церкви являются останки св. угодников Божиих, которые почитаются нами за их праведную жизнь.
2. Собор осуждает всякую фальсификацию нетленности, каковые факты ясно установлены в революционное время.
3. Во избежание могущей быть и впредь фальсификации мощей — предавать их земле.
4. Сущие останки святых по вскрытии держать в простоте и на вскрытии.
5. Кости и другие реликвии недоуменного происхождения на поклонение не выставлять, а предать земле[206].

Некоторые ковчежцы и раки после освидетельствования с участием представителей церкви попали в государственные музеи, о судьбе многих, изготовленных из драгоценных металлов, больше ничего не было известно (например, 29 марта 1922 года из Донского монастыря была разобрана и изъята многопудовая серебряная рака святителя Алексия Московского). В 1922 году было произведено вскрытие мощей, находящихся в Киево-Печерской лавре. Мощи, как артефакты, затем помещались под стеклянные витрины различных музеев, как правило, музеев атеизма или местных краеведческих музеев. Мощи святителя Иоасафа Белгородского, изъятые в 1921 году, были отправлены в Москву в анатомический музей Наркомздрава для ознакомления населения с феноменом тела, прекрасно сохранившегося с середины XVIII века, что объяснялось действием климатических условий места его погребения. Только в 1919—1920 годах было произведено вскрытия 63 мощей святых, многие почитаемые церковью останки святых были уничтожены или серьёзно пострадали. К 1922 году кампания исчерпала себя. 12 мая 1922 года была вскрыта рака Александра Невского. В это время вскрыли мощи Иннокентия Иркутского (раньше это помешала сделать Гражданская война) и католического мученика Анджея Боболи (Полоцк). 10 октября 1922 года были вскрыты мощи святителя Иоанна Тобольского. Согласно данным «Православной энциклопедии», кроме публичных вскрытий мощей, были непубличные, обычно происходили они во время изъятия церковных ценностей. Последние публичные вскрытия мощей «Православная энциклопедия» относит к «концу 1920-х — началу 1930-х гг.», но упоминает при этом лишь вскрытие мощей Анны Кашинской в Кашине в январе 1930 года. Встречаются упоминания, что в 1932 году при закрытии церкви Воскресения Словущего на Крутицком подворье в Москве из неё планировалось изъять мощи князя Даниила Московского, но те неожиданно исчезли, возможно, их скрыли верующие. В годы Великой Отечественной войны немецкие власти передали верующим Киево-Печерскую лавру со множеством мощей в пещерах. Советские власти в 1946—1948 годы вернули Русской православной церкви мощи примерно 10 святых. Последним вскрытием мощей на территории России было вскрытие мощей блаженного Киприана Суздальского 20 февраля 1938 года в селе Воскресенском Лежневского района Ивановской области (ГАРФ. Ф. Р-5263. Оп. 1. Д. 698. Л. 53-59).
Во время хрущёвской антирелигиозной компании Советское правительство предлагало и более суровые меры:

В Совете по делам РПЦ были убеждены в нецелесообразности сохранения мощей в музеях, предлагали их изъять, собрать в одном месте (желательно в Москве или в музее религии и атеизма) и уничтожить.

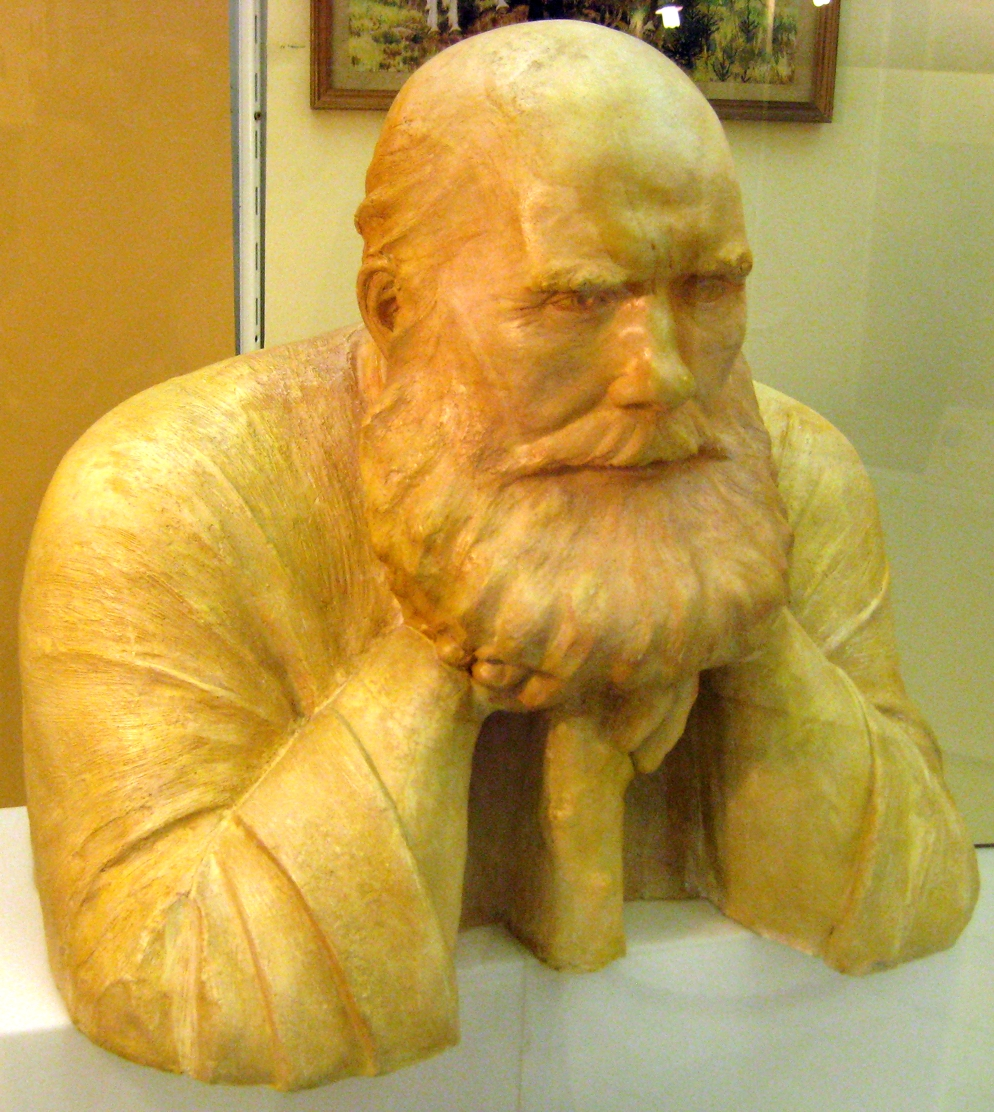
Реконструкция черепа преподобного Илии (Муромца) по методу Герасимова

Вскрытием мощей занимались и учёные. Останки канонизированных князей (в числе прочих правителей России) интересовали советского археолога и скульптора Михаила Герасимова, который создавал на основе скелетных останков их скульптурные портреты (в 1939 году — реконструировал облик Андрея Боголюбского). Таким образом, религиозная традиция способствовала исторической науке.
К примеру, в 1988 году было произведено обследование захороненного в Киево-Печерской лавре преподобного Ильи Чеботка, считающегося былинным Ильёй Муромцем. Исследования показали, что преподобный был исключительно сильным человеком и имел рост 177 см — для Средневековья выше среднего. У него были обнаружены признаки заболевания позвоночника (былинный Илья от рождения и до 33 лет не мог двигаться) и следы от многочисленных ранений рубящего характера. По данным украинского исследователя Сергея Хведчени, преподобный Илия мог погибнуть в 1203 году, когда Киево-Печерская лавра вместе с Киевом подверглась нападению русско-половецкой рати мятежного князя Рюрика Ростиславича. Был установлен примерный возраст смерти и восстановлена внешность былинного богатыря.

## В художественной литературе
Слово мощи используется в двух значениях в русской художественной литературе: в прямом и переносном — в значении очень исхудалого человека.

| Церквей, венчанные крестами, Сияют ветхие главы Над монастырскими стенами. Кругом простерлись по холмам Вовек не рубленные рощи, Издавна почивают там Угодника святые мощи.— Александр Сергеевич Пушкин. «На тихих берегах Москвы...» (1822) |

| Богатырский бой начинается. Размахнулся тогда Кирибеевич И ударил в первой купца Калашникова, И ударил его посередь груди - Затрещала грудь молодецкая, Пошатнулся Степан Парамонович; На груди его широкой висел медный крест Со святыми мощами из Киева, - И погнулся крест и вдавился в грудь; Как роса из-под него кровь закапала— Михаил Юрьевич Лермонтов. «Песня о купце Калашникове» (1837) |

- Пример употребления в прозе даёт повесть Скитальца «Этапы» (1907, переработанная версия 1937):

[Монах] показывает «мощи» и объясняет что-то, называет имена святых, оставшихся нетленными.
- В прямом значении, но в сравнении, слово употребляется у Николая Алексеевича Островского в романе «Рождённые бурей» (1936):

— Откуда вы взяли эти сто человек? — заинтересовался епископ, высохший, как мощи, старичок, машинально перебиравший пальцами четки.
- В переносном значении — очень исхудалого человека слово употребляется в записках Петра Андреевича Вяземского «Старая записная книжка» (1813—1877):

Муж её [Масальский носил кличку], князь мощи, потому что он был очень худощав.
- В этом же значении оно употребляется у Ивана Сергеевича Тургенева в рассказе «Живые Мощи» (1874):

Я узнал от него, что её [высохшую от болезни девушку] в деревне прозывали «Живые мощи».
- И в том же самом значении слово употребляется в повести Антона Павловича Чехова «Чёрный монах» (1893):

которая [Таня] в конце концов обратилась в ходячие живые мощи.